# 漢服
漢服（かんぷく・かんふく、簡体字: 汉服; 繁体字: 漢服; 拼音: Hànfú〈ハンフー〉）とは、かつて漢民族が着用していた服装・装飾の体系のことである。
起源は伝説上の黄帝の時代にさかのぼるとも言われ、17世紀中頃の明朝の終焉まで「華夏一漢」の礼制に基づいて発展を続けてきた。しかし、清朝の成立後に着用が禁止され、その後も長期間にわたって途絶えていた。2000年代以降、愛好者を中心とする復興運動が進められ、国内外で改めて注目を集めている。

## 概要
中国の支配層の権威に抵触しない限り、古代の漢民族は自由に漢服を着ることができ、少数民族も漢服の着用が認められていた。皇室や官僚は正式な場面だけは、身分制度を厳格に示す規定の服装が許されていた。また、漢王朝以降、製糸技術の進歩に伴い、複雑な織物や刺繍、染色、金箔技術を用いた生地が取り入れられるようになり、明王朝までには何百種類もの漢服が開発されていた。こうして佩玉（はいぎょく）や、扇子、頭飾り、帯、履物、装身具など、さまざまなアクセサリーが含まれている。

### 外国への影響
漢服は外国にも大きな影響を与え、たとえば、漢字圏全体の民族服は漢服の影響を受け、ベトナムの越服、日本の和服、琉球王国の琉装などが挙げられる。しかし、約400年前、清王朝による「剃髮易服」政策により満州服に取って代わられ、一時断絶した。
一方で、西洋諸国に影響を与えたこともあった。その一例が17世紀以降、フランスを中心にヨーロッパ全土で大流行していた「シノワズリ（中華風運動）」であり、漢服や満州服、中国磁器の要素はこの「シノワズリ」を通じて西洋のロココ様式、インテリアデザインにも影響を与えていた。
2000年代以降、現代の中華人民共和国では「漢服復興運動」によって再び着用されるようになっている。明代以前の服装に関する文物や絵画・壁画・彫刻に描かれた服装を元に復元された衣装も漢服と呼ばれるようになっている。2020年代以降、TikTokや小紅書、YouTubeなどの「SNS」の影響で、「漢民族の民族服はチャイナドレスではなく、漢服である」という認識が中国以外の地域で広まっている。これに伴い、中国人や華僑の間では男女老若を問わず、積極的に漢服を着て町を歩いたり、写真を撮ったり、動画を作ったり、SNSで発信・拡散したりすることは急速に増えている。

### 王朝ごとの特徴
漢服の外観は、中国の歴代王朝ごとに全然異なり、各王朝の漢服にはそれぞれ独自の様式やスタイルがあったが、伝統的な中華風の模様「中式紋様」を用いることで、中国全体としての統一感が保たれている。日本の和服の「普段着」や「礼服」ように用途によって分類されることもあれば、「公家装束」や「武家装束」のように身分によって分類されることもある。しかし、各王朝ごとに普段着や礼装、○○装束に関する規定が異なっているため、現代の中華人民共和国では、漢服を着る前には「まず、どの王朝の漢服を選ぶかを決めること」が最初のステップとされている。
現代で一般的に使われる漢服の種類や、その王朝名は以下の通り：
- 戦国時代・漢王朝：「戦国袍[37][38][39]」および「曲裾[40][41]」。厳粛で堅固な印象が強調され、赤い瑪瑙やシアン色の緑松石が装飾に使われている。
- 魏晋南北朝：「襦裙[42][43]」および「短褐[44]」。日本で言う天女の羽衣に近い外観で、服の縁には蓮の葉のような装飾が施されている。
- 唐王朝：「斉胸衫裙[45]」および「円領袍[46]」。補色や幾何学模様が際立ち、半透明の「羅」や「紗」といった軽やかな生地が主流である。非常に短い上着に長い裳（も）や裙（くん）を組み合わせ、さらに仏像で見られる「瓔珞」を漢服の装飾として用いる点も特徴的である。また、「斉胸衫裙」という表記は、「斉胸襦裙[47]」と書くこともあり、「円領袍」の「円」は日本の新字体であり、本場の中国では簡体字の「圆领袍[48]」や繁体字の「圓領袍」と表記される。
- 宋王朝：「褙子[49][50]」。シンプルな美学が重視され、真珠を多く使い、さまざまな「宝冠[51][52]」も特徴的である。上品で装飾が控えめなものが多い。
- 明王朝：「襖裙[53]」と「馬面裙[54][55]」。豪華絢爛の美学が強調され、金と銀の糸の刺繍や金箔を施す技術が非常に発展し、龍・鳳凰・麒麟・捲雲・亀甲などの吉祥模様が多い。「袄裙[56]」と表記することもある。

全時代を通じて、中国人や漢民族はほかの種類の漢服を着ることもできた。たとえば、「袍服（ほうふ）」と呼ばれる服が外套として使われ、その下に上衣の「襦（じゅ）」と下衣の「裙（くん）」を組み合わせるのが基本的な様式で、これを「襦裙（じゅくん）」と呼ぶ。ほかの代表的な様式には、膨らんだ形状の上衣を特徴とする「襖裙（おうくん）」、細長い上衣である「褙子（はいし）」、体全体を覆う上衣の「深衣（しんい）」、そして短い上衣と「袴（く）」を組み合わせた「衫袴（さんこ）」などがある(p24)。

## 神話時代

### 新石器時代
約5000年前の中国の新石器時代、仰韶文化の頃に農業と紡績業が始まった。麻で衣服が作られるようになった。その後、蚕を飼い絹糸を取ることを知るようになり、人々の衣冠服飾も日々整っていった。現代の漢服の主な特徴は、襟があり、襟に続くおくみ（衽）、ボタンを使わず、帯で締めることにある。見るものに、ゆったりとした印象を与える。これらの特徴は、他の民族の服装とは明らかに異なる。漢服には礼服と普段着の区別がある。形については、主に上衣下裳（上は襟のある上着、下は裳というスカート状の下衣、衣裳はここから出来た言葉）、深衣（着丈の長い、裾の広がったゆったりした衣服）、襦裙（短い上着と裳）などの形があった。このうち上衣下裳に冠を被るスタイルは、皇帝や百官が公式な場において着る礼服で、袍服（深衣）は百官、知識人達の普段着、襦裙は女性が好んで着た。一般の下層の人々は短い上着に長いズボンを身につけた。

## 上古

### 春秋戦国時代

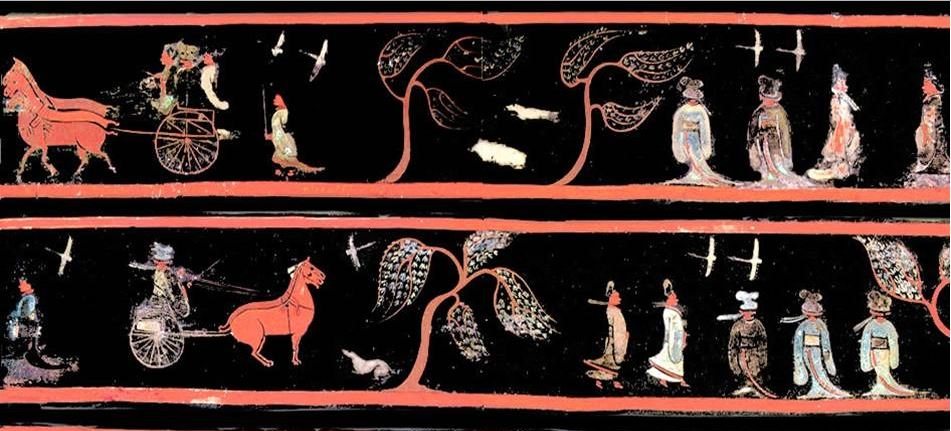
春秋時代の楚国の漆画「王孫親迎図」
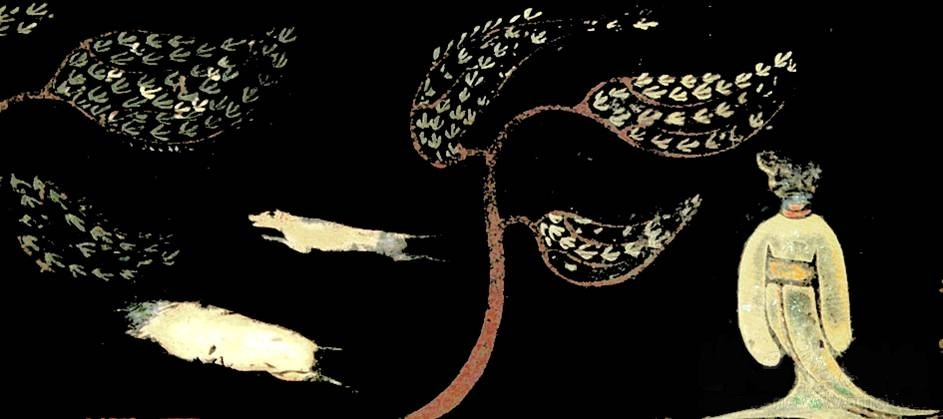
春秋時代の楚国の漆画「王孫親迎図」局部
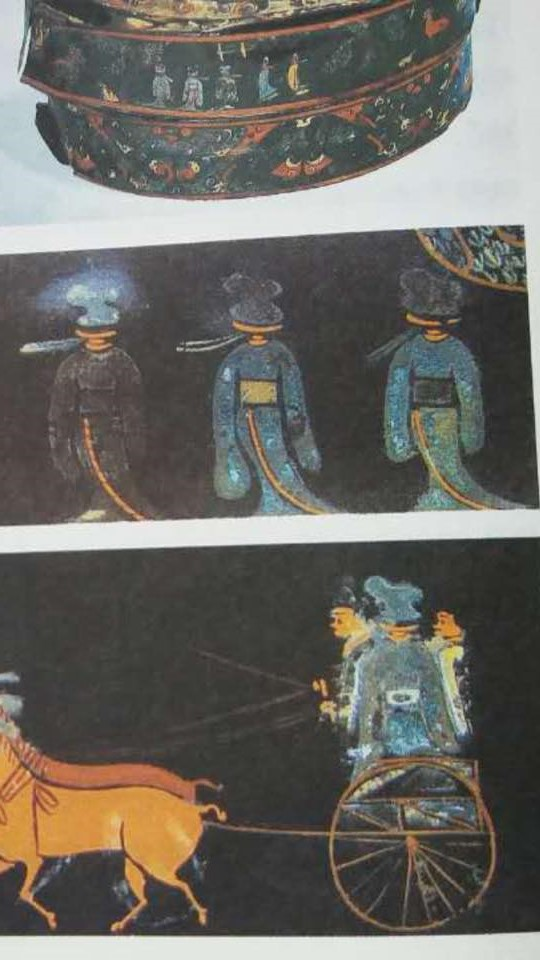
春秋時代の楚国の漆画「王孫親迎図」局部

## 中古

### 漢朝

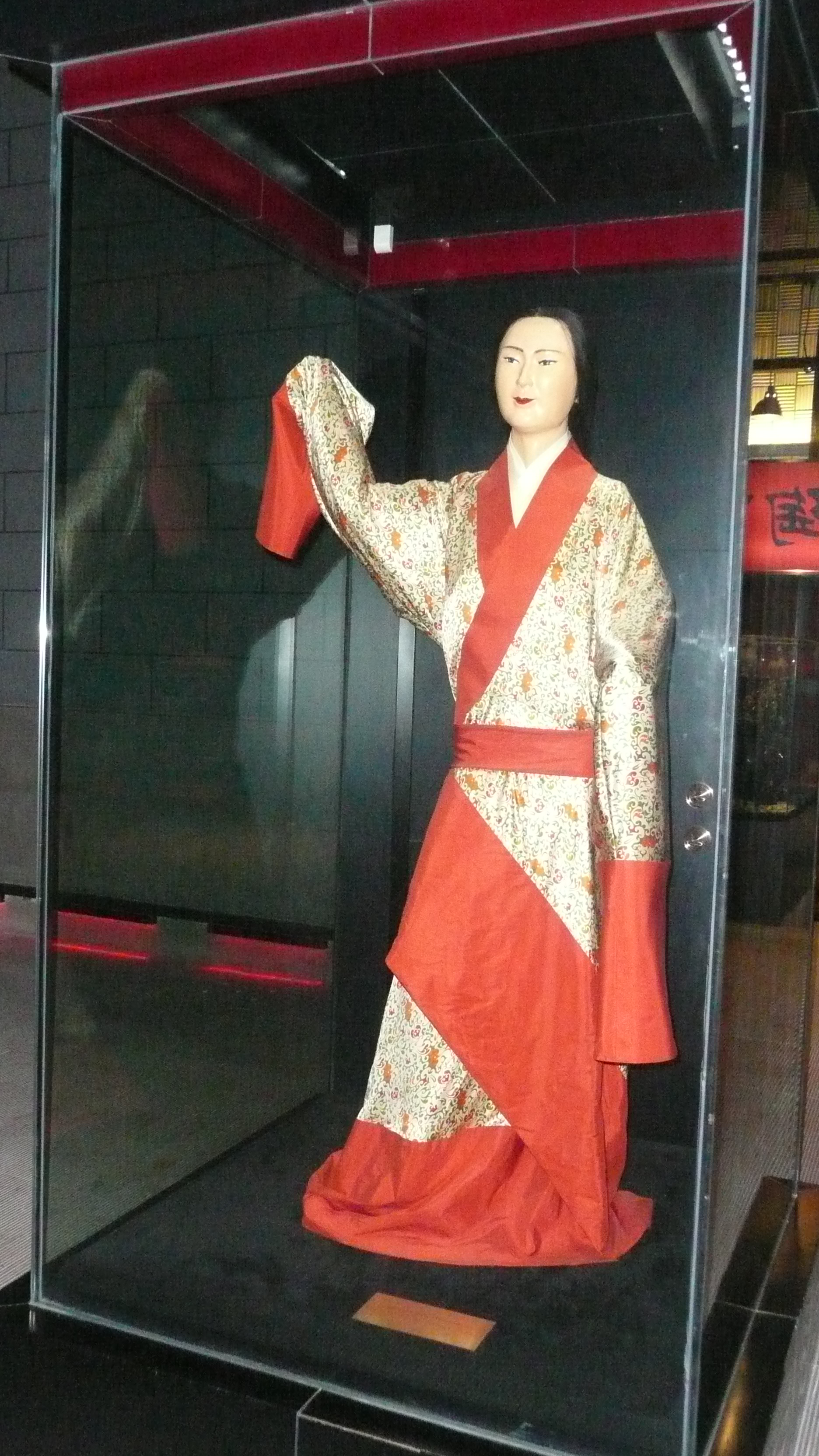
曲裾袍
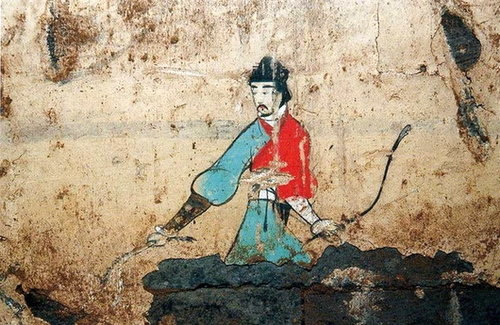
西安理工大学内の漢墓の壁画
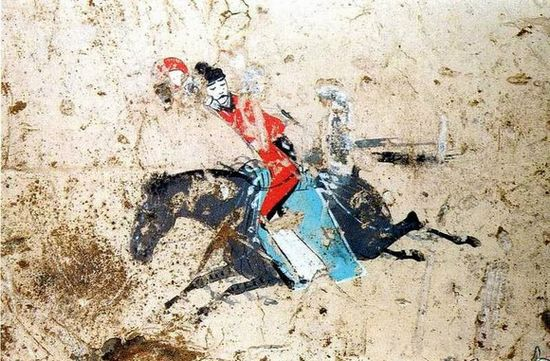
西安理工大学内の漢墓の壁画
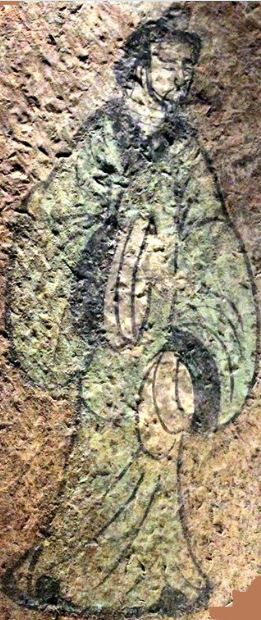
前漢時代の男子
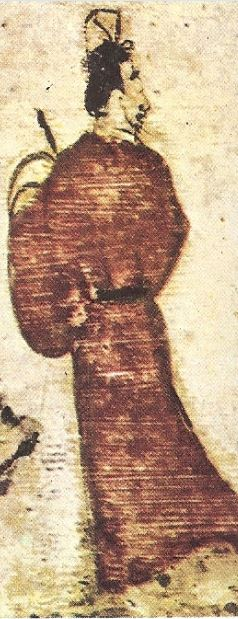
後漢時代の男子
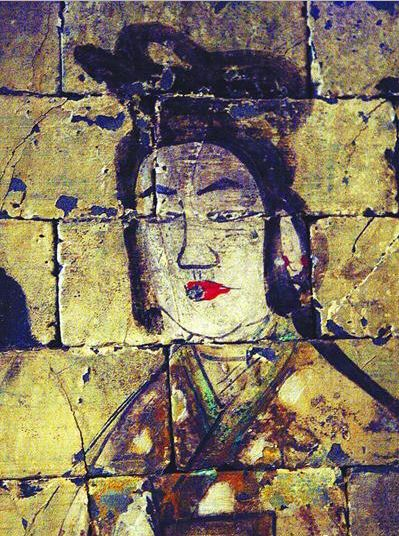
前漢時代の女子
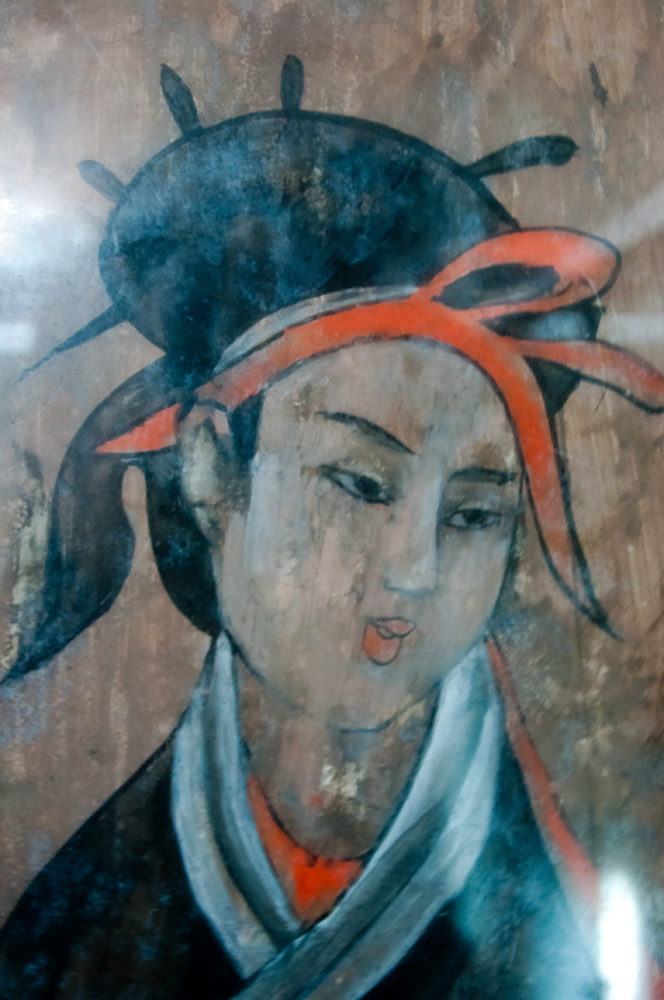
後漢時代の女子
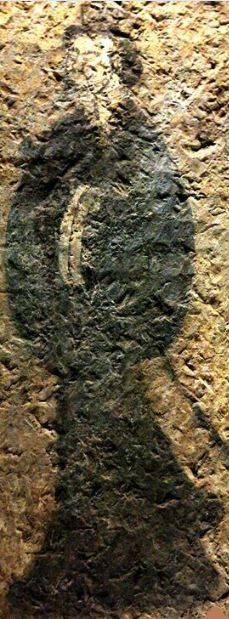
東平県の漢墓の壁画
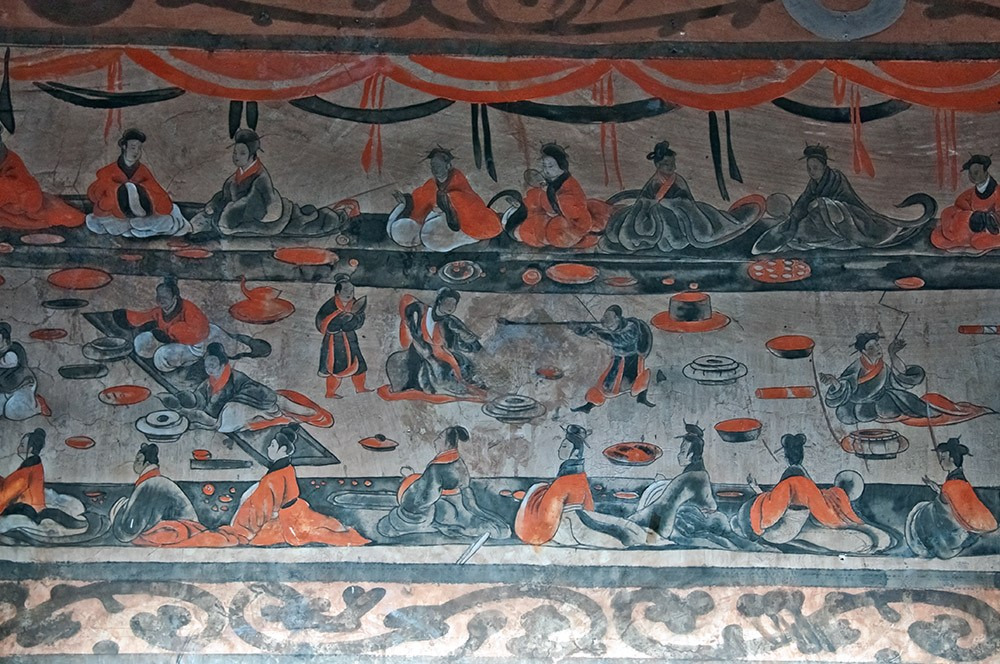
新密市打虎亭後漢墓の「宴飲百戯図」

### 魏晋南北朝
魏晋南北朝時代、漢服の餘風がかなりあった。魏晋の名士たちの多くは素裸で寛大衣やコート内は類似今日のキャミソールのような下着を着て、中衣は、この衣式はこの時代に、デザイン参照「北斉校書図」。北方の遊牧民族の影響を受けるかもしれない、中原の男がこの時代もはやっ上着とズボン。ズボンやパンツと互いに。南方の蒸し暑い気候、高い下駄が流行し始め。雑裾（袿衣）は魏晋婦人服の中のドレス。魏晋時代衣冠承は後漢、後漢の追求をとり、贅沢な繁華ナナリーのスタイルで、袿衣の両側には棘のデザイン、魏晋の時に、人々はセントロ家庭、弊履隣をペンダントのリボン。服装のような場で飄々として、それはまだ辞賦中の「華帯飛髾」。

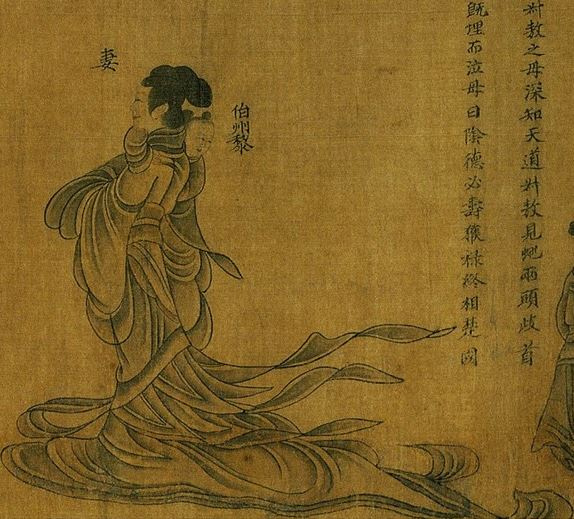
東晋時代の雑裾垂髾服（中国語版）
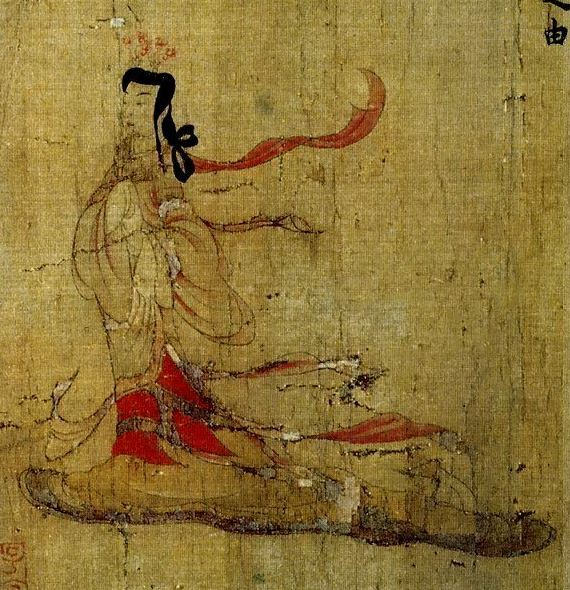
東晋時代の雑裾垂髾服
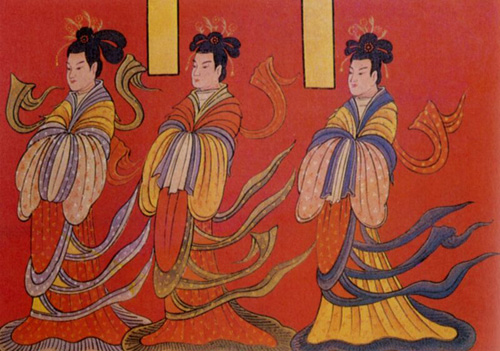
北魏時代の雑裾垂髾服
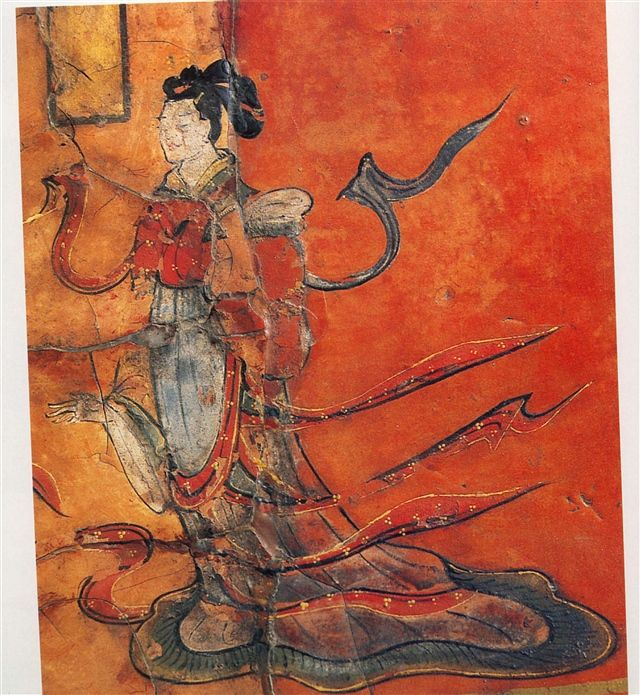
北魏時代の雑裾垂髾服
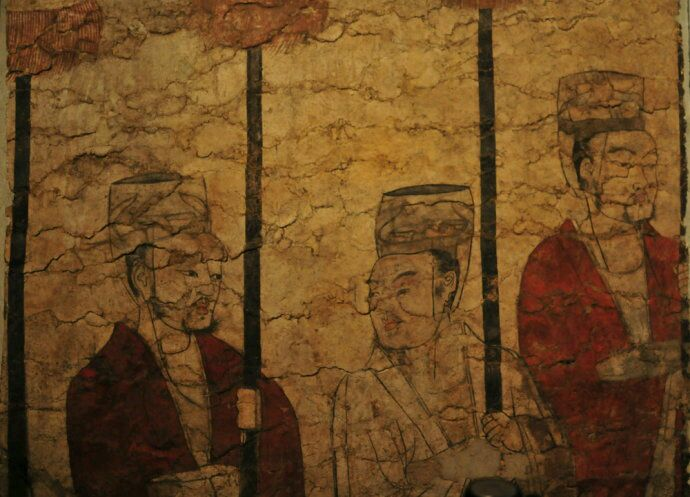
北斉時代の宮廷の儀仗隊
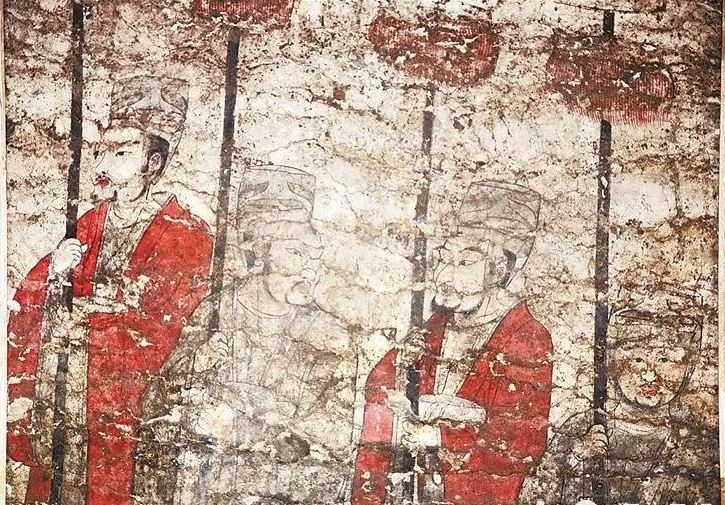
北斉時代の宮廷の儀仗隊
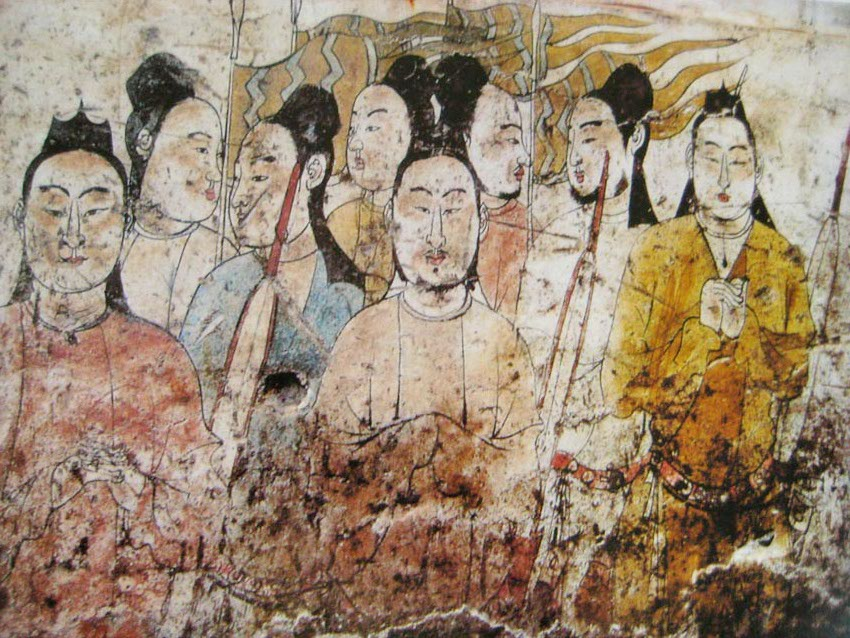
北斉時代の婁叡墓の壁画
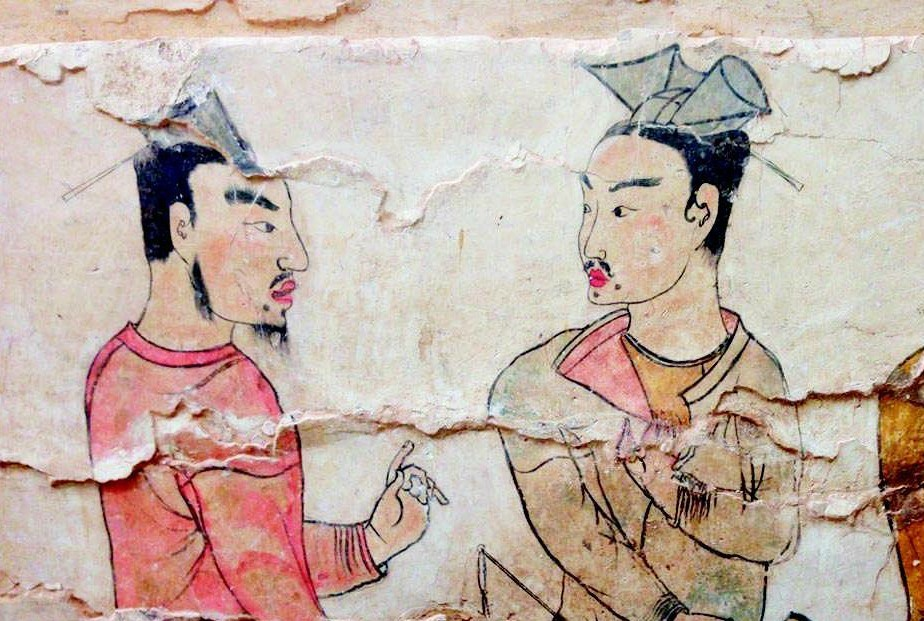
北斉時代の男子

### 五胡十六国

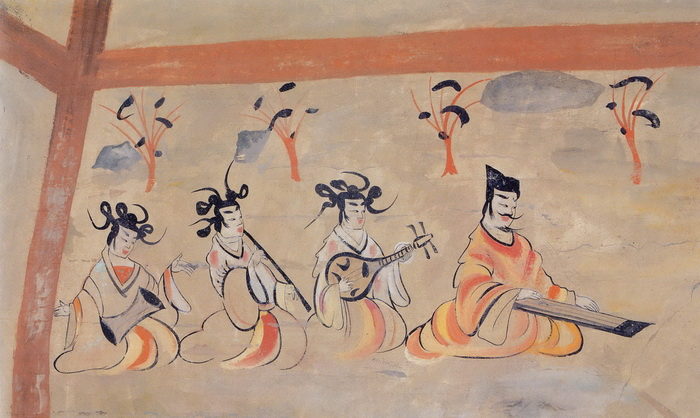
燕居行楽図（後涼-北涼）、女楽師髪梳「不聊生髻」

## 中世
中国の隋代や唐代、五代十国の時代には漢服の「外観や様式によって身分を区別する習慣」は廃止され、「服の色のみ」で身分を区別する『品色服（ピンサフー、ひんしょくふく）』という制度が大きく発展していた。この服飾の色階制度は、その後の中華王朝や、日本の飛鳥時代・奈良時代の朝廷でも引き続いていた。

### 隋王朝
隋王朝による天下統一後、隋の初代皇帝である隋文帝「楊堅」は、遊牧民であった北周の漢服体系を廃止し、古来の漢王朝・曹魏の漢服や慣習・価値観を復活させた。このため、隋代の漢服は漢代の漢服と似ていることが多かった。しかし、文化面では農耕民族の漢民族寄りである一方、軍事面や政治面では依然として遊牧民族寄りの西晋や北斉の制度を基にしていた。
楊堅は、中国の皇帝が重要な儀式の際に「通天服（トンテンフー）」という特殊な漢服を着るべき、郊祀や宗廟参拝の際には「衮衣（グンイー）」を着るべきだという習慣を制定した。また、皇帝や皇后、皇太子、皇太子妃、皇太后の普段着には深い赤色の「臙脂色」が最も中華皇室に適した色と定められた。さらに、武官の漢服は「朱色」で、当時の武官には「室内警備、宮殿内の武士、高級軍人、将軍、武器を作る匠」などが含まれた。文官や武器を持たない従者たちの漢服は、薄紫色の「桔梗色」で、文官の漢服の生地には「葡萄の模様」を描くことが必要であった。
隋文帝の時代には、官僚も、庶民もほぼ同じ外観の漢服を着ていたが、官僚の漢服の模様には「黄櫨染」という茶色っぽい黄色を使う点が異なっていた。ちなみに現代の日本では、この「黄櫨染」は天皇陛下専用の色とされており、民間人が無断で使用すると日本の法律に違反する可能性があるため、日本人が中国へ行って漢服を着る際には、特に注意が必要である 。また、隋文帝時代の監察官は、「却非冠（チェーフェイグヮン）」という特殊な烏帽子を着用していた。
隋煬帝の時代に入ると、前代の漢服を一部改良し、より細かい規制を制定した。紀元605年には、五品以上の文官の漢服は「桔梗色」以外に「緋色」の糸の刺繍を用いることを義務付けられ、611年には隋王朝と外国との戦争の時に、その軍隊の軍服にすべて緋色の刺繍を用意しなければならないとされた。また、610年には、皇帝が自ら参加する戦争において、指揮層の武官も文官も「袴褶（クーザェー）」と「戎衣（ロンイー）」を着用しなければならないとされた。
隋煬帝は「五弁冠（ウービェングヮン）」や「白紗帽（バイシャーマオ）」「烏紗帽（ウーシャマオ）」「進賢冠（ジンシェングヮン）」「獬豸冠（シェーズィーグヮン）」など、5つの男性用の「冠や帽子」を発明した。すべての文官は「進賢冠」をかぶることが義務付けられ、特に優秀な監察官は元の「却非冠」を外し、より豪華な「獬豸冠」に替えられ、支配層の威厳や皇帝への忠誠心を示す役割を果たした。また、「烏紗帽」は日本の烏帽子の原型となり、中国では官吏から庶民に至るまで、誰でも着用でき、その利便性から人気があった。
隋代には、『品色服』などの勅令に伴い、下層階級の者はくすんだ青や黒・白の衣服しか着用できなかった。一方、支配層ではない富裕層は、明るい色合いの赤や緑を着用することが許されていた。隋代の女性は、短い上着と長いスカートから成る「襦裙（ルーチュン）」という漢服を着用していた。この襦裙は、700年後の西洋のナポレオン三世時代の「帝国風ドレス」に非常に似ていたが、内部の構造は西洋のドレスとは全く異なっていた。中国の「襦裙」は分離型であり、スカートと上衣で構成されており、上衣の襟元が低く開いているのが特徴である一方、西洋のドレスは1枚のワンピースであった(pp23–33) 。最後に、隋代から中国の男性たちは男らしさを求めて、従上衣の長さが膝丈程度に短くされることもあった。

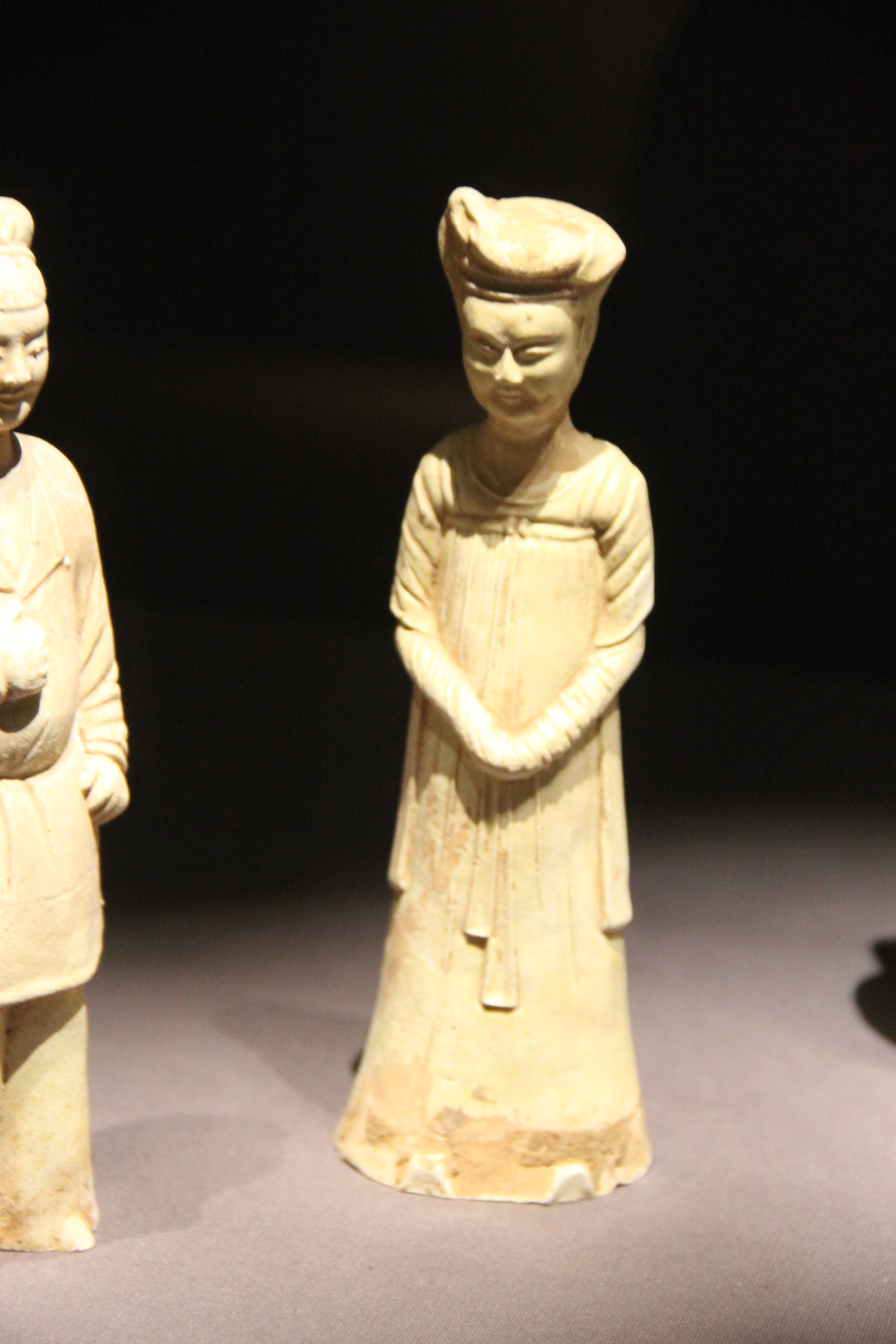
隋王朝の普段着の女性陶俑。
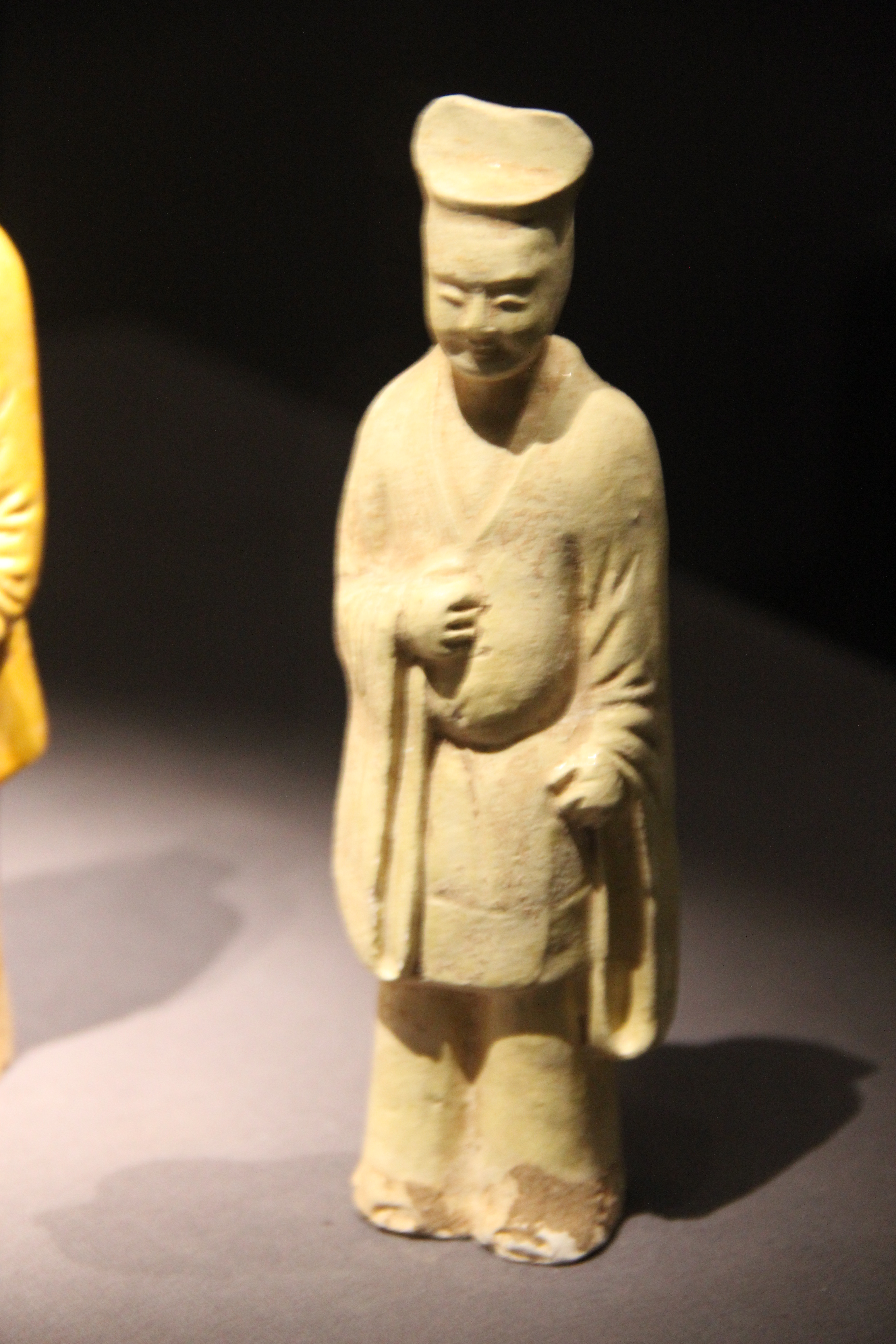
隋王朝の普段着の男性陶俑。
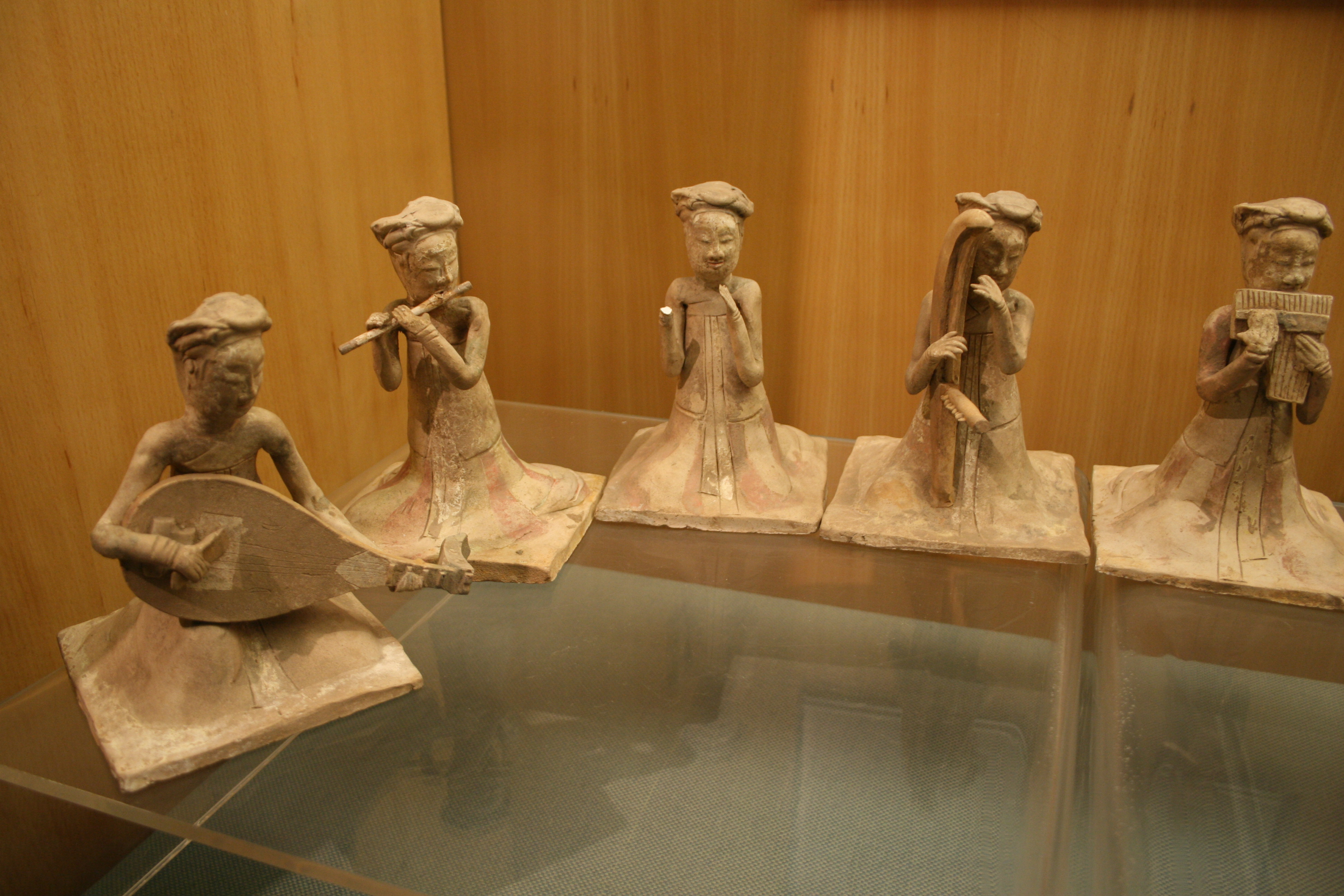
張生墓から出土した、隋代の女性の楽器奏者の像。
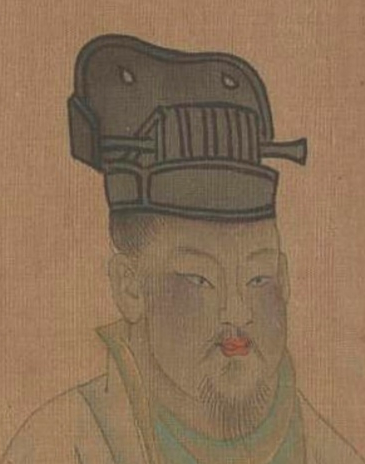
『五星二十八宿真形図』に描かれた隋代の帽子。

### 唐王朝と五代十国

唐の皇帝たちは鮮卑人だったため、中華皇帝の漢服は鮮卑文化の影響を受け、薄い黄色となった。皇帝服の生地の上には五本の爪の龍が描いた。

#### 皇帝や皇室の漢服
唐代になると、唐太宗「李世民」は隋代の漢服体系を崩さず、そのまま継承した(pp181–203)。ただし、唐の皇室はトルコ系民族の鮮卑人であったため、一部の鮮卑文化の影響は漢服にも及んでいた。特に「薄い黄色」は鮮卑文化において最も尊い色とされ、その観念は唐代以降の中華王朝にも反映され、唐王朝から清王朝まで、薄い黄色系の色は皇帝専用の色として使われ続けていた(pp181–203) 。
そして、唐代以前で主流だった黒や赤色の基調の天子礼装は、徐々に少なくなった。また、「黄色がかった茶色」は唐代でも禁止されていたが、薄い黄色とは異なり、それ以降の中華王朝には影響を及ぼさなかった。これは中国哲学の陰陽五行の理論に基づいており、「唐」という漢字が「土」の元素を象徴していたため、唐王朝では「土」を連想させる茶色系の色をできるだけ避けたからである。しかし、唐以降の中華王朝、宋・元・明・清はそれぞれ「木・金・火・水」の元素に対応しており、「土」では無かったため、茶色に対する制限も不要となった。一方、唐の「黄味がかった茶色を非常に尊敬する習慣」は奈良時代の日本朝廷に影響を与え、現代の天皇専用色「黄櫨染」にも反映されている。
唐代当時の技術では「雄黄色」や「梔子色」「唐茶」などの薄黄色や茶色の使用が禁止されていたが、それ以外の濃い黄色や金色系の色に関する規制はほとんどなかった。唐王朝の富裕層は、金の糸や刺繡が施された漢服の着用が許されており、隋王朝と比べると、唐王朝の人々は漢服を着る際の自由度が大幅に高くなり、漢服のデザインも多様化していた。
さらに、「龍」という漢字については、それまでの「竜」や「龙」など様々な表記があったが、唐代では「龍」に統一された。唐代以降、「龍の爪の本数が多いほど、その龍をあしらった服を着る人の地位が高い」という習慣が生まれ、龍の爪の本数が身分を示す象徴となった。たとえば、三本爪の龍は三品以上の官僚や皇室成員のみが使用を許され、四本爪の龍は一品の官僚や皇后・皇太后・皇太子・皇太子妃・上皇が使用し、五本爪の龍は皇帝専用とされていた。この規定は武則天の治世である、694年に記録されている(p33)。

#### 官服と庶民服
唐代の漢服の特徴については、「男装と女装の区別化」と「礼服と官服の区別か」が挙げられる。唐代以前の漢服では、男装と女装の差はそれほど大きくなく、貴族たちの礼服は普通に官服としても用いられる状況だった。唐王朝はこの混乱な慣習を改め、女性用の漢服は装飾を複雑化にして華やかにし、男性用の漢服は装飾を簡素化にして控えめにするようになった。また、公的な場では、たとえ上流貴族であっても、官職を持たない場合は官服を着用することが許されず、同様に、上級官僚であっても、爵位を持たない場合は貴族の礼服を着ることができなかった。「貴族の礼服」と「官僚の官服」の最大の違いは帽子にあり、貴族は従来の「○○冠」を着用し、官僚は「幞頭（ふくとう）」という黒い帽子を採用した。この「幞頭」は後に「烏紗帽（うさぼう）」という別の黒い帽子と統合され、唐代以降の中華王朝では同一視されるようになった。
唐王朝は隋王朝のように、色や生地によって着用者の階級が明確に区別されていた。三品以上の官僚や貴族には「蘇芳色の絹」、四・五品の官僚には「唐紅の綾」、六・七品の官僚には「青丹の緞」、八・九品の官僚には「瑠璃色の綺」を着用することが義務付けられてい(pp181–203)。興味深いことに、日本の和服の階級とは正反対に、中国ではより軽量で幾何模様の多い生地のほうが上級官僚や貴族のものであり、より厚手で吉祥模様の多い生地のほうが下級官僚や商人に用いられていた。

庶民の漢服に関しては、普段、「宝相花紋（zh:宝相花纹）」や「連珠紋（zh:连珠纹）」・「銅銭紋」といった模様が施された「真っ白」や「唐棣色」の服を着用していた。一方、兵士は「鎖子紋」が施された黒い服を着用していた。また、官僚ではない学者や大商人も自らの身分を示すために「盤領襴衫」という漢服を着用し、この服装の色は庶民と同じであったが、デザインや生地・模様が非常に豪華であり、富裕層の権威を象徴するものとなった。

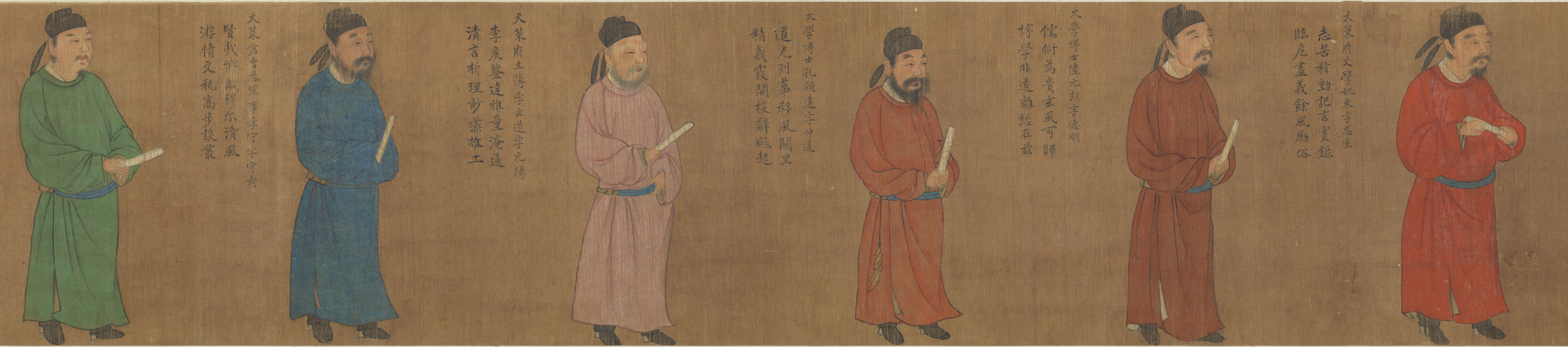
唐王朝の男性用官服は色鮮やか。隋の官服は「複雑な冠」や「長い袖」の組み合わせであったのに対し、唐の官服では「真っ黒の幞頭」や「より遊牧民的なデザインの短い袖」が採用された。

#### 婦人服
唐の女性漢服は、主に「斉胸衫裙」があった。このタイプの漢服は隋代の女性漢服とよく似ており、「短い袖」と「低めの襟」が特徴の上衣や、体にぴったりした「裙」が主流であり、肩に軽い帯を巻く装いも一般的であった。7世紀には、無地の上着に半臂を重ね、縞模様や中華紋様の「裙」を組み合わせたものが流行していた。特に「ピンクと白」や「赤と緑」の組み合わせは非常に人気があった。具体的には、長いオーバーコートやブラウスに相当する「衫」、短い上着の「襦」、半袖上着の「半臂」、長いスカーフ状の「披帛」、足首まで届くスカートの「裙」で構成された。「披帛」は日本語でいう「羽衣の半透明の帯」に相当し、「肩にかけたり肘から垂らしたりする」ためのものである。唐代の女性たちは社会的地位を問わず、「衫、裙、披帛の3点セット」を基本として着用していた。
「斉胸衫裙」には自然なウエストライン、低いウエストライン、胸まで届く高いウエストライン、そして胸を超えたさらに高いウエストラインの4種類があった。これらの4種類は、唐代の女性的な美を反映しており、唐の滅亡後でも、明などの中華王朝で繰り返し再登場していた。また、「短くぴったりとした袖の上着」と「胸のすぐ下で帯を結ぶ」という服装的構造は、朝鮮半島の韓服に似ているが、直接的な影響があったかどうかは今でも不明である。

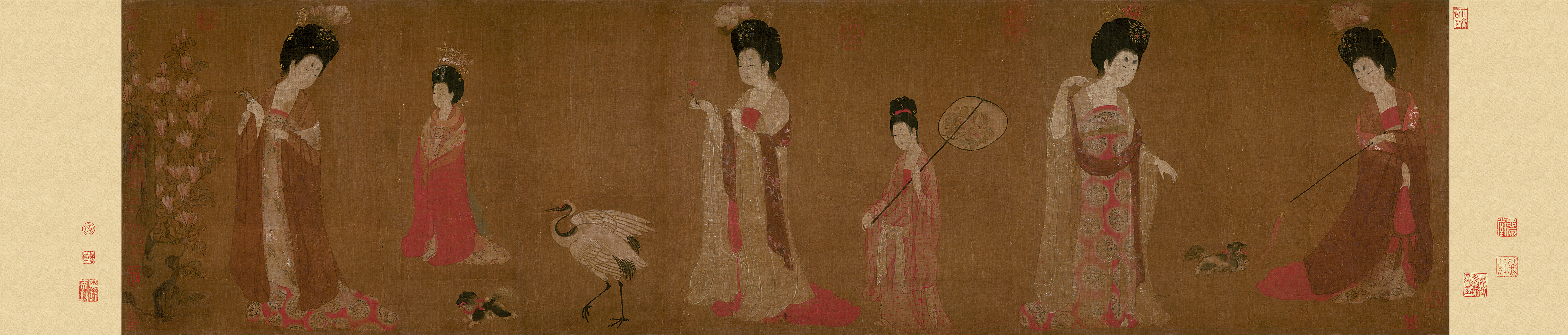
唐末期と五代十国初期の女性の斉胸衫裙。胸まで届く高いウエストラインの「裙」と半透明の「衫」が特徴的。唐王朝の崩壊により、中央政府は民間人への制約が弱くなり、茶色系の漢服も再び着れるようになった。

## 近古

### 宋朝

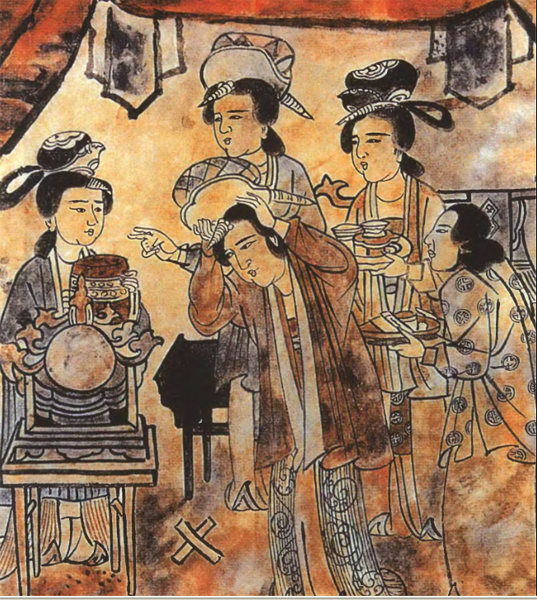
「対鏡理紅粧図」
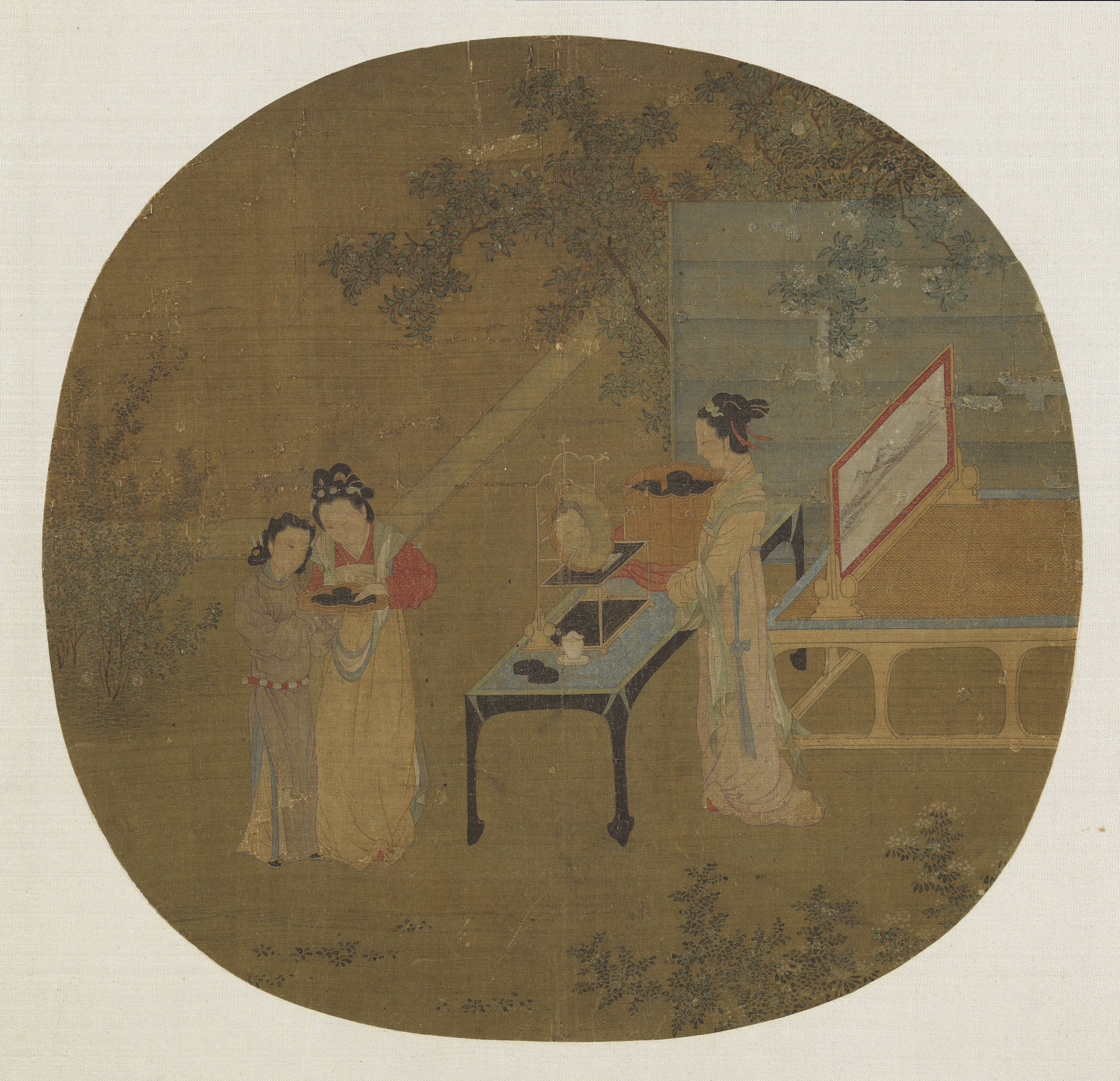
王詵の「繍槞暁鏡図」
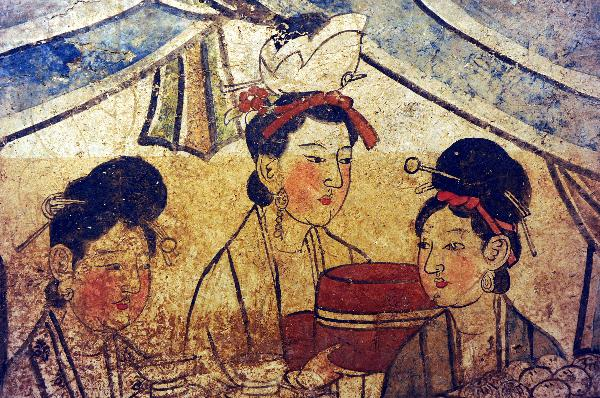
宋の女子
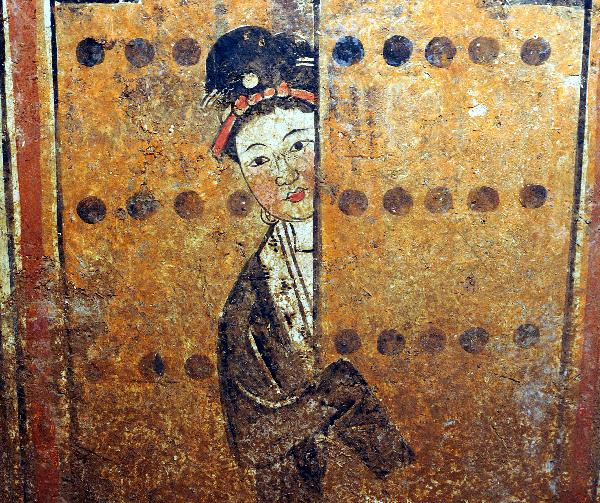
宋の女子

### 遼朝

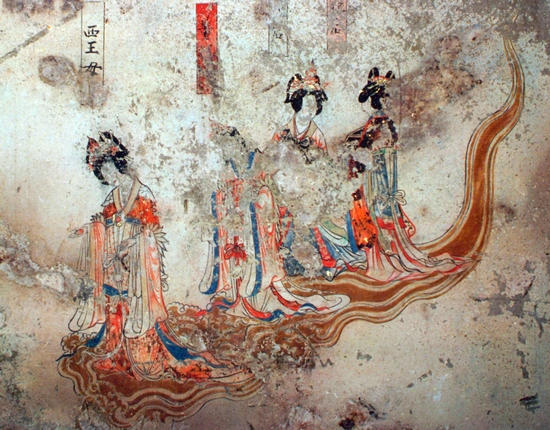
宝山遼墓の壁画「降真図」

### 元朝

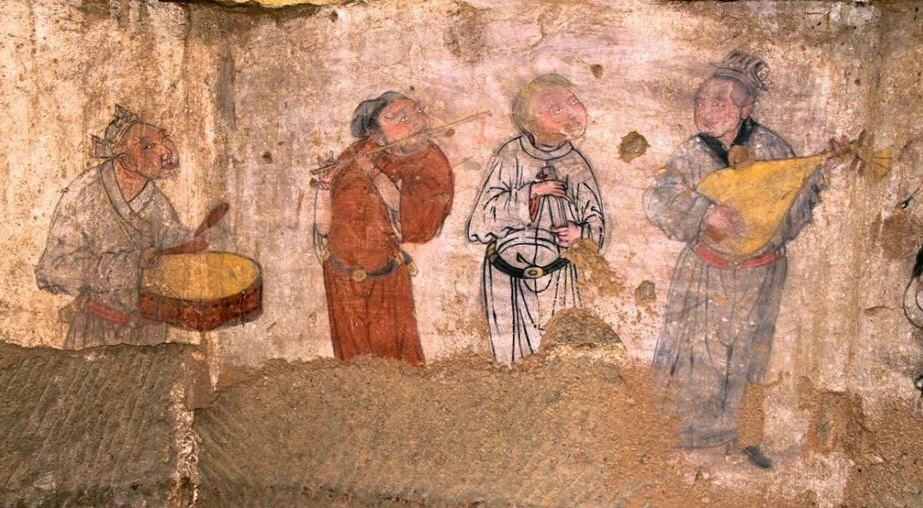
元朝の男性楽師

## 近世

### 明王朝

#### モンゴルの衣装を禁止、漢服を復活

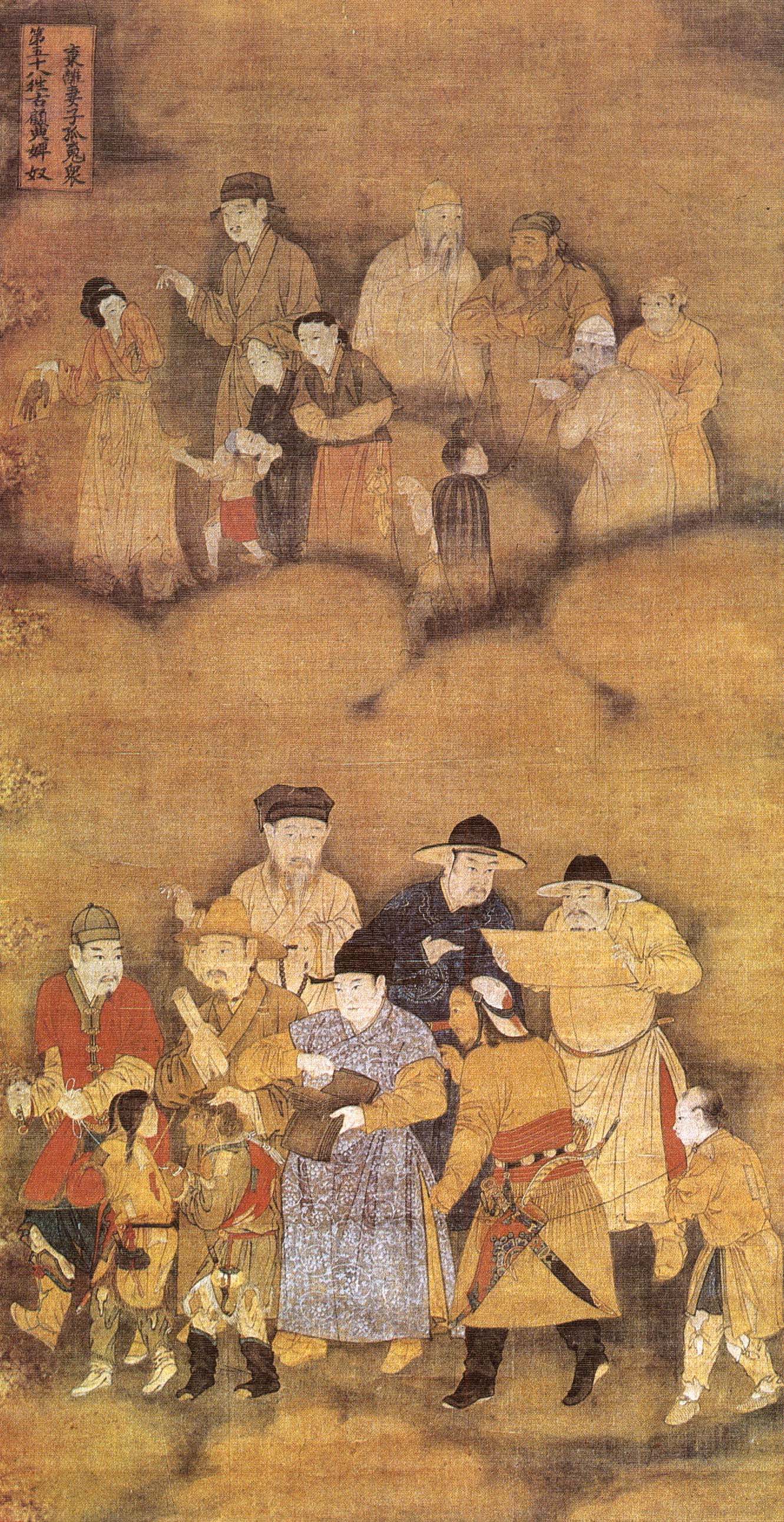
明王朝の絵、作者不詳。描かれているのは漢服だが、モンゴルや韓国の服装に似ているのが明らかだ。

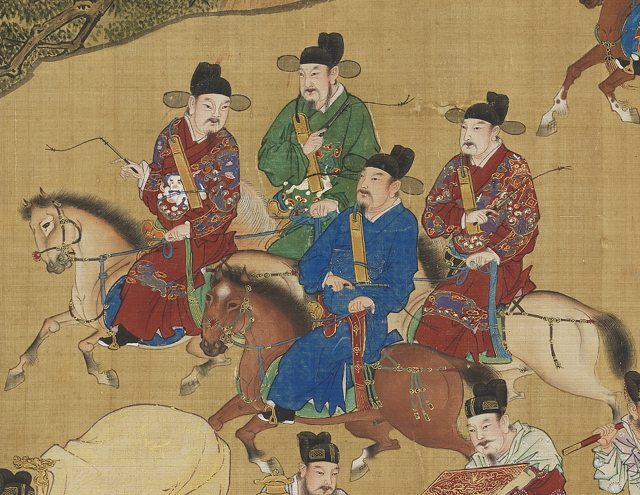
豪華絢爛な刺繍が施された「曳撒」と、黒い「烏紗帽」を組み合わせて、明代の官吏の制服の1つとなった。

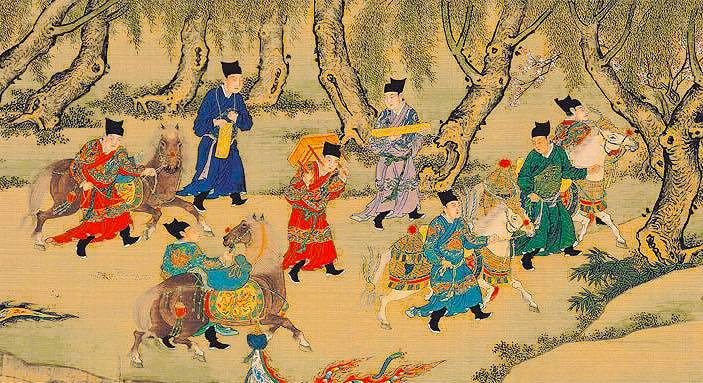
明国皇室直属の特務「錦衣衛（きんいえい）」は、「曳撒」に近くてさらに豪華で目を引く「吉服」を着用し、皇帝に代わって民衆や官僚を監視していた。

明王朝はモンゴル族のデールの一部を取り入れつつも、主に唐王朝の漢服を基にして独自の漢服体系を創り上げた。
洪武帝「朱元璋」が元王朝を征服すると、元のモンゴルや異民族的な風習や、漢人がモンゴルのデールを着る行為を強く非難し、漢服を復興させようとした。朱元璋は、特に漢民族の伝統的な模様や、漢服の生地、男性の髪型に拘っていた。彼のやる事が書かれていた『太祖実録』によると、明の建国直後に、朱元璋は唐の漢服をさらに豪華絢爛に改良し、金箔や金糸を施した服が全面的に登場していた。以下は『太祖実録』に記された内容：
1368年2月29日、洪武帝は全ての漢服や頭飾り、黒い帽子、袍、帯、黒い靴の様式を唐代の基準に復元するよう命じ、明国の国民たちもその命令に従った。
漢文の原文：「洪武元年二月壬子...至是，悉命復衣冠如唐制。士民皆束髮於頂，官則烏紗帽、圓領袍、束帶、黑靴。」
明国の百姓はこの服制度の改革を、「漢民族がモンゴル族を完全に打倒・征服した象徴」と認識し、喜んで明国政府を協力していた(pp44-46)。朱元璋が制定した新たな漢服は、主に唐王朝を中心にしていたが、周・漢・宋の歴代の漢服の特徴も取り入れ、わざわざ豪華さや贅沢さ寄りの美学を作り出した(pp181–203)。また、彼はかつで漢人を搾取していたモンゴル人のことを非常に嫌いで、モンゴル人の民族服「デール」を完全に禁止しようとした。
しかし、デールの利便性から多くの明代初期の百姓や、正徳帝のような皇族でさえも、時折モンゴル風の軽量型の衣装や帽子を着用していた。そのため、明初期の漢服は、モンゴルの要素を完全に排除することは出来なかった。ただし、漢服を復活させることや、漢民族の審美観を基づいて従来のモンゴル衣装を改造することは、比較的に簡単に成功した。
たとえば、明王朝は元王朝の「帖里（てりぐ）」という服を改良し、新たな「貼裏（ていり）」を創造し、それを大きく発展させていた。この貼裏という衣装は、交領（襟が交差した）で長袖、裾が密集した細かいプリーツで覆われたローブであり、主に明の官僚や貴族たちが着用し、庶民や商人はあまり着ることは無かった。朝鮮半島最後の王権政府の歴史が書かれていた『朝鮮王朝実録』によれば、1424年、明国は「金糸入りの貼裏」を贈り物として朝鮮王朝へ送り、朝鮮は御返礼として「銀糸入りの帖裡（チョッリ）」で返したことが記録されている。
これは、明国と朝鮮の両国が建国初期において、どちらもモンゴルの影響を受けた衣装を採用していたことを証明する証拠である。また、漢字を見れば分かるように、この時期には明国の漢服と朝鮮の韓服がすでに差別化されつつあり、その後はますます異なっていった。
なお、モンゴル統治時代の漢人の官僚制服から改良され、豪華絢爛な漢民族の模様が施された「曳撒（えいさ）」という服は、明朝初期には皇子、大臣、官僚の非公式な服装として着用されていた。しかし、明中期になると、官僚や宦官の礼服として着用されるようになり、後期では学者、大商人、または裕福な庶民のカジュアルな衣装としても着用するようになった。さらに、元代に人気を博した「吉服（じすん）」は、着る機会が少なくなったものの、校尉や錦衣衛などの武官は、その利便性から依然として着用し続けていた。
一方、元代の漢人が着用していた冬の衣装も、その保温性の良さから明の漢服に影響を与えた。たとえば、元の「鈸笠帽（ボリ帽）」は明の「大帽（だいぼう）」へと変化し、庶民層で広く使用されていた。この大帽は、明代の官吏や紫禁城内の女官も着用しており、特に冬に入ると、頭部の暖かさを長時間に維持できるという点から人気を集めていた。最終的に、大帽は「低位の人の象徴」となった。
その他、元から影響を受けた明の新しい衣装には、「小帽（しょうぼう）」や「六合一統帽（りゅうごういっとうぼう）」、および「搭胡（だいこ）」があった。また、明王朝では元王朝の軍人の制服からインスピレーションを得て、「比甲（ひこう）」、「胡帽（こぼう）」、「腰衣（ようい）」など、もともと中華鎧と組み合わせて着用された内衣に金箔や金糸を施し、普段着として採用されることもあった(pp44-46)(p31)。
明国は14世紀中期に建国され、17世紀中期に滅んだ。明代皇子墓での考古研究によると、モンゴルの要素が含まれた衣装は16世紀初期まで存続していたが、それ以降、明の漢服はやっと純粋な漢民族風へと変化した。この時間軸を見れば、デールが明国へ与えた影響はどれほど長く続いたかが分かる。

#### 新たな漢服体系を創造
明王朝の創始者である朱元璋は、一刻も早く中国人を先代の元王朝への愛着から引き離すため、元王朝よりもさらに詳細な漢服制度を制定した。彼は、民衆の関心を新たな服飾制度の学習へと向けさせ、学ぶうちに自然と元王朝由来した価値観が薄れると考え、在位期間のほぼすべてを費やし、服飾規定の整備と儒教化に努めた。
この規定は、中国歴代王朝の中でも最も複雑であったと言われ、『大明会典』などの多くの史料に記録されている。朱元璋の明制漢服体系は、唐・宋の服制を基盤としつつも、明ならではの礼制や価値観とも深く結びついていた。洪武25年（1392年）に発布された「基本服飾原則」という命令には、以下のよう：
官服は身体に合うものでなければならない。以前の王朝は威厳を示すために、官僚の制服がわざと体より大きく作られていた。しかし、このような明らかに儒教の礼儀に反する規定は、直ちに廃止すべきである。皇帝御自身の漢服を除き、この明国の天下でいかなる服も過度に大きく仕立てることを厳禁とし、所属する階級の規定に従って着用することを義務付ける。
- 文官の漢服は、丈の長さを最大でも地面から一寸上までとし、袖は手の先から折り返した際に肘に届く程度とする。その最大幅は一尺、袖口の幅は九寸以下とする。
- 貴族および皇族の漢服の規格は、丈も幅も文官のものより五寸大きくすることを許可する。
- 儒者および科挙の合格者は、袖丈を除き、文官と同じ規格とする。袖丈は、手の先から折り返した際に肘から三寸離れた位置とする。ただし、服の幅に関しては自由とし、文化人や知識人の重要性を国民に示すため、大きく仕立てても構わない。
- 庶民や使用人の漢服は、丈を地面から五寸上とする。労働のしやすさを考慮し、官職に就いていない者や文筆活動をしない者は、短めの衣服を着用するのが望ましい。
- 武官や将軍の袖丈は、手の先から七寸以上長くしてもよい。ただし、袖口の幅は短くし、拳の幅と同じにすること。
- 兵士・衛兵・義勇兵・儀仗隊の漢服は、身体にぴったりと合うものが最も適している。これは、作業や戦闘時の動きを妨げないためである。

明代において、人々が着用した下着は「内単（ないたん）」と呼ばれていた。外衣の生地や素材は社会的地位によって決定された。皇帝や男性の皇族たちは通常、龍の紋様が施された黄色の緞子の衣を纏い、玉の帯を締め、翼が上向きに折れた黒い烏帽子「翼善冠（よくぜんかん）」を着用した。この翼善冠は、銀朱・菫色・琥珀色の宝石付き、皇帝および男性皇族のみが身につけることが許されていた(p18)。
明国の官僚たちは、唐代のように「色」で階級を分けて、宋代のように「模様」階級を分けてもあるが、この明代では「補（ぶ）」という特殊な漢服の構造を発明した。「補」とは、「補子（ほし）」とも呼び、前後に動物を刺繍した方形の布のことであり、そのデザインは官位によって異なった。「補」を胸の前で堂々と縫い付けられることで、一目瞭然な違いを作り出し、明国の官僚制度を特に知らない人にとっては、階級をより弁別しやすいくなった。また、「補」を付ける漢服は中国語や漢文でそのまま「補服」と呼び、その使いやすさによって、明国官僚の普段着や正式礼服も着ることが出来る。さらに、明の皇帝ごとに補子の図柄が変更された。これは、後世の歴史研究者が時代を判断しやすくするための仕掛けでもある。例えば、洪武帝と嘉靖帝の時代の補子の細部には大きな違いが見られる。
この明の官服制度は非常に実用的であったため、明国の冊封国である朝鮮王朝やベトナムへも影響を与えた。また、明の官僚の烏帽子「烏紗帽」は、真っ黒であり、皇族のように宝石を付けることが出来なった。明の文官と武官は、場面や儀式の種類に応じて異なる漢服を着用した。補服に絞ってもよいが、他にも、「朝服（ちょうふく、皇帝に謁見する際に着用）」、「祭服（さいふく、祭祀・宗教用）」、「公服（こうふく、書見や公務の際に着用）」、「常服（じょうふく、日常生活で着用）」、「燕服（えんふく、やや格低い・略式・私的な場面や友人と会う際に着用）」などがあった。
明代の女性皇族の漢服は、宋代の女性皇族のものとよく似ており、男性の服装ほど大きな改変はなされ無かった。明の皇后は、龍や鳳凰の装飾が施された冠を戴いたが、宋代と比べると鳳凰の使用が増えた。これは、明王朝において「龍＝男性的」「鳳凰＝女性的」という認識があったためである。また、金糸で牡丹・梅・蓮・蘭・丹桂・椿 ・水仙の中央部分に刺繍を施し、金色に輝く華やかな効果を生み出すのも明代の女性服装の特徴であった。さらに、銀糸で蝶や蜻蛉の模様、あるいは捲き雲や青海波の縁取りを施すことも特徴的であった。これは、銀色が風や水の色を連想させるため、飛翔する昆虫や流動する雲・波の模様に用いられたためである。金糸と銀糸を組み合わせることで、複雑かつ豪華絢爛な明王朝の美意識が表現された。
また、貴族は銀糸や紫苑色の糸のみを使用することが許され、柿色の大袖の上衣を着用した。さらに、「命婦（めいふ）」（官僚の妻や母）は、金・銀・紫色以外の色の刺繍を使用することが厳格に規定されていた。
- 明の女性漢服の例：

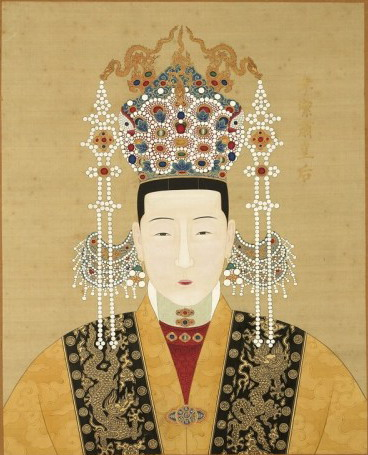
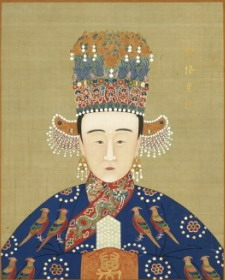
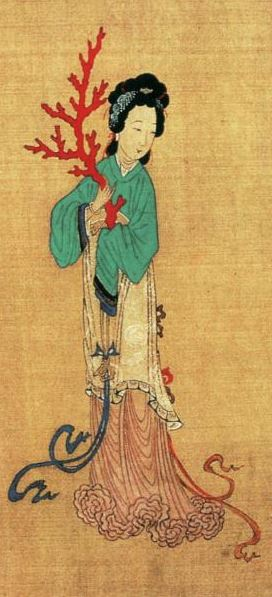
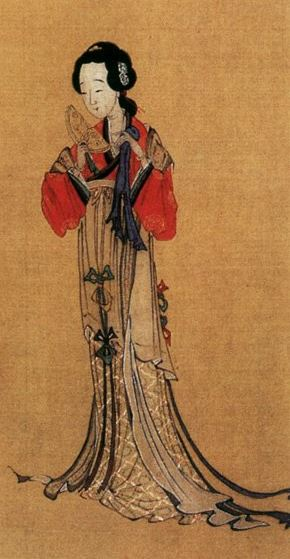
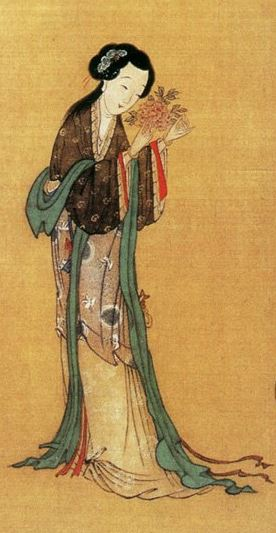
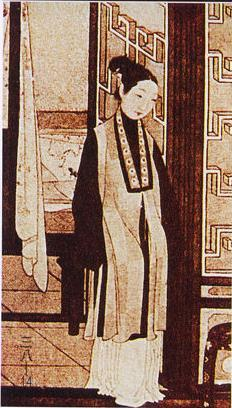
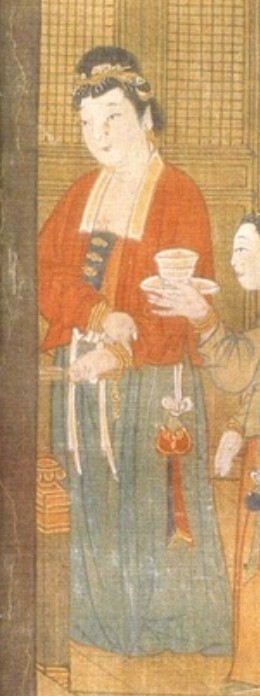
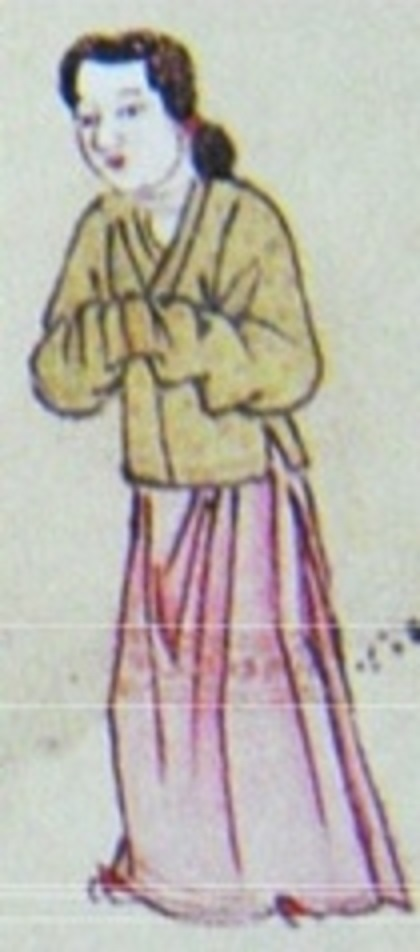
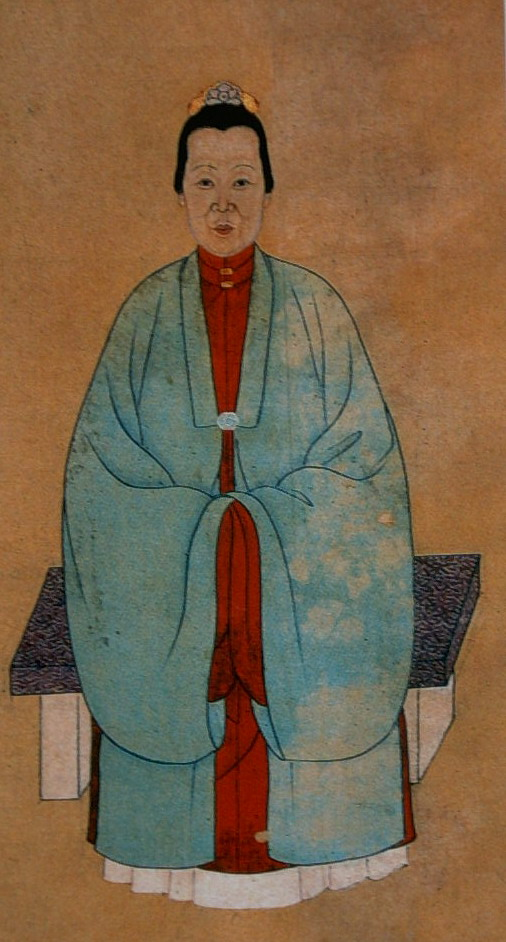
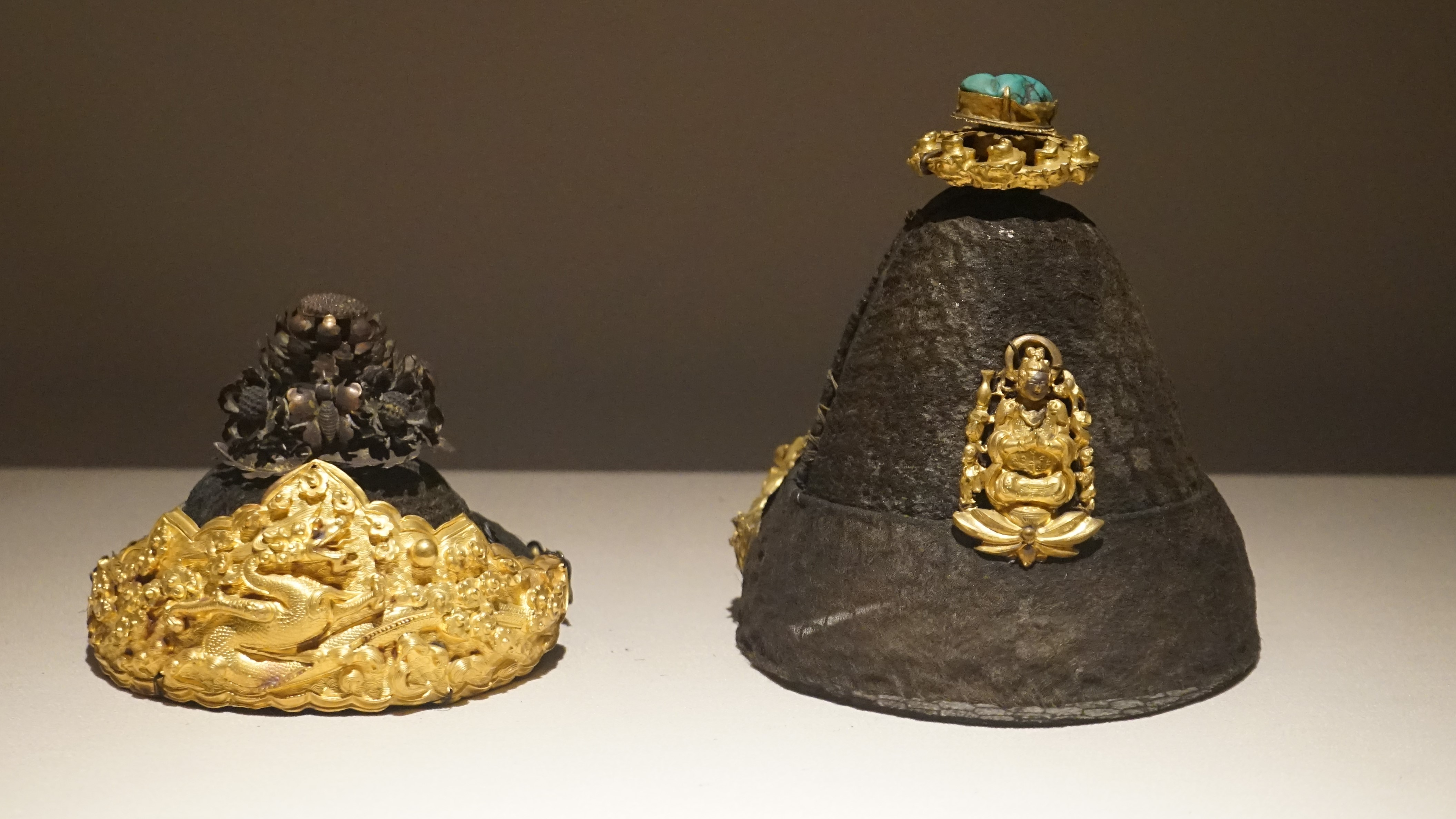
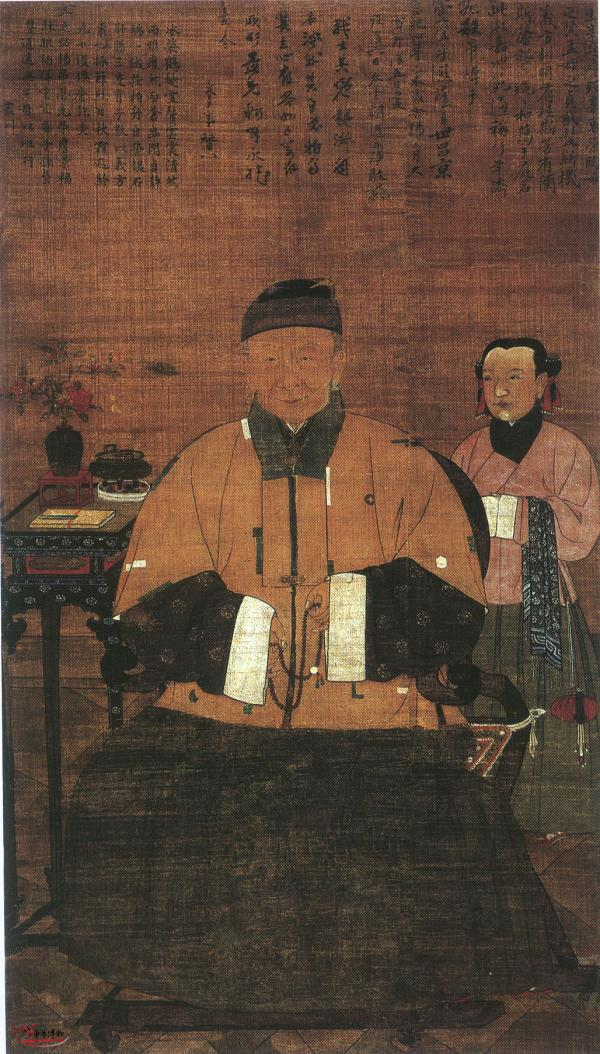
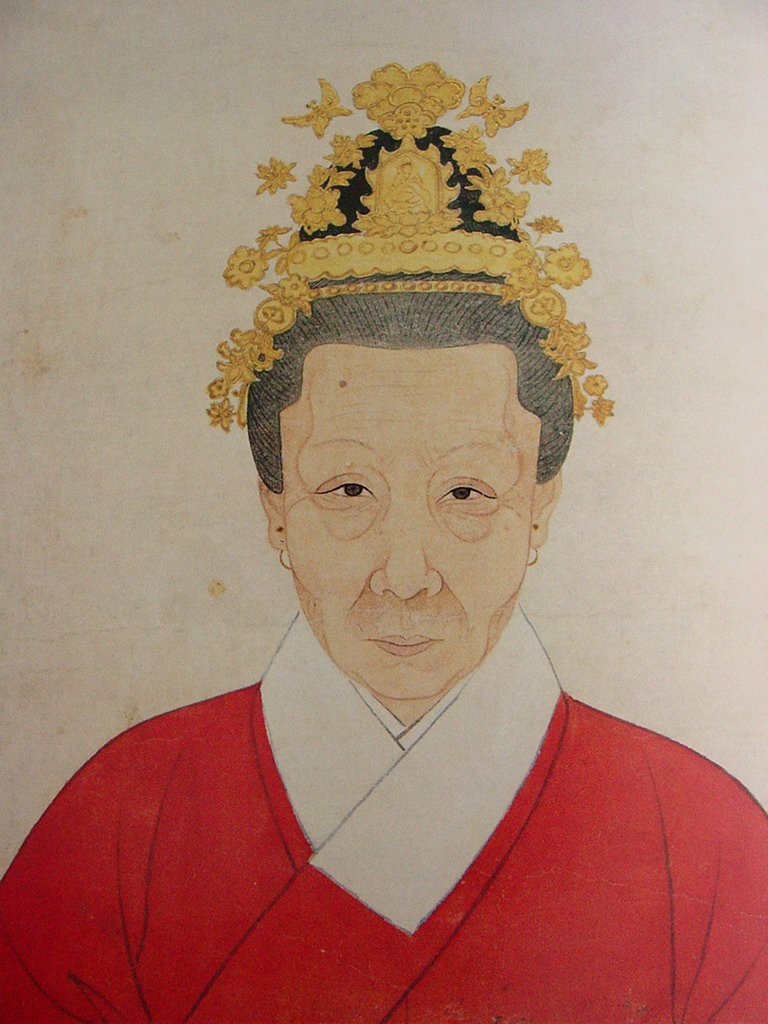

皇帝は、寵愛する者に特別な衣服を下賜することができ、その中には「蟒服（もうふ）」や「飛魚服（ひぎょふく）」、「斗牛服（とうぎゅうふく）」などがあった 。斗牛服は「闘牛服」とも表記され、二本の角を持つ龍のような霊獣「斗牛」の意匠が施された衣服である。これらの特別な衣服は勝手に作ったり、着たりすることが厳しく禁じられており、皇帝の勅令に違反した者は厳罰に処され、場合によっては死刑にされることもあった。こうして、皇族・貴族・官僚の漢服の不正使用や違法な製造は、ほぼ無くなった。
明の最後の皇帝「嘉靖帝」は、皇権を強化するために、皇族や上級官僚の漢服をより派手、より複雑化にする一方で、下級官僚や商人・富豪の漢服を地味化、簡素化させるようにした。とくに前述の燕服へ関心を持ち、自身の燕服があまりにも庶民的で皇帝の威厳に相応しくないと考え、改革を進めた。1528年末、新たな燕服の制度が公布され、これは漢王朝の時の「玄端（げんたん）」という服を基に調整されたものであった。
嘉靖帝のために制定された「燕弁冠服（えんべんかんぷく）」は真っ黒の生地に、麹塵という灰色っぽい黄緑色の縁取りが施され、衣服全体に143体の金糸の龍があしらわれ、胸部には龍の紋章が配された。「忠静冠服（ちゅうせいかんぷく、または忠靖冠服）」は、官僚のために設計された服で、煤竹色を基調としていた。さらに、三品以上の高官には捲き雲紋の刺繍が許されたが、四品以下の官僚は無地の服を着用するよう定められた。「保和冠服（ほうわかんぷく）」は王族のための服装で、青磁色にの生地に薄水色の縁取りが施され、2つの金糸の龍が描かれた補子が付けられていた。

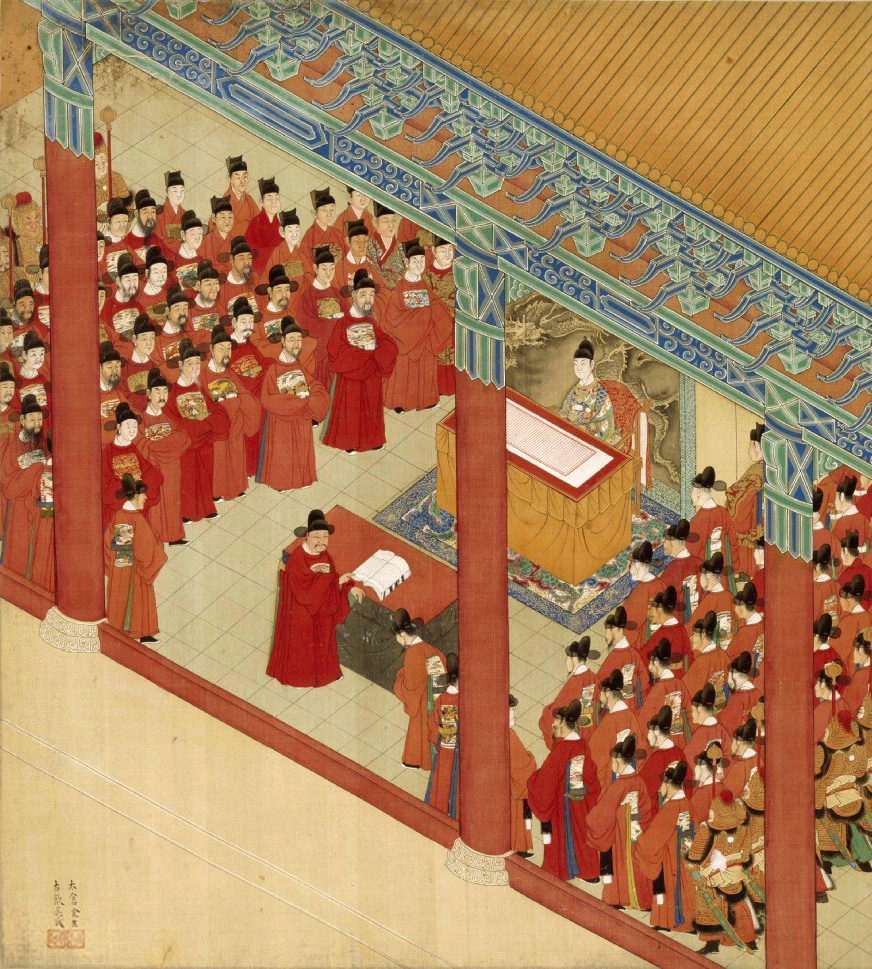
皇帝の前に、明代の普段着で集まった官僚たち。

### 清朝
時は清の時代、漢服は終わりの日を迎えた。
1644年、満州人は最後の漢人王朝「明国」を倒した後、中国史上の最後の王朝「清国」を建国していた。漢人の「一つの民族としての連帯感」を弱めるため、また「全中国の統一感」を強めるため、明王朝が滅亡した後、清国政府は漢人男性に満州人の髪型や服装を強制していった。このような行為は「剃髪易服」と呼ばれていた。漢字表記によって解釈すると、「髪を剃って、満州風の辮髪や服に易く替える」の意味を指している。剃髪易服は特に漢人の男性に対して、髪型・服・礼儀・使う言葉・人との遣り取り方法までもを詳しくで定めていて、こうして何千年も保存してきた漢服文化は徐々に衰退していった。
しかし、長い時間で漢服を着続けていた漢人にとっては、この剃髪易服の実行は困難であり、なかなかうまくいかない場合もよくあった。特に清の前半では、大勢の民間の漢人は明王朝に対しての感情を捨てられず、頑固に明王朝の漢服を着て、清王朝への反抗の印として態々身に着けた。この状況を応じて、清国政府は巧みな統治方法を出し、漢人の庶民階層の子供・既婚の女性・京劇家・崑曲の服装デザインナー・僧・道士などの者に漢服の着用を許し、その他の漢人には厳しく禁じさせた。この影響下で、漢人の服装意識が知らず知らずのうちに分裂されてゆく。
清の中盤の康熙年間、その時は経済的な繁栄や平和の時代に入り、清王朝に反抗せず、満洲服を普通に受けた人はたくさん出ていた。また、清国政府の満洲化の教育を受けた漢人の数も拡大していて、元々漢服を着ても構わない漢人の子供や女性などの者は、満州人の豊かな生活を羨ましく感じて、自ら漢服を着無くなってしまった。江南地域や山東省の一部の服装意識の強い儒学者以外、漢服を着る漢人は急速に減っていた。

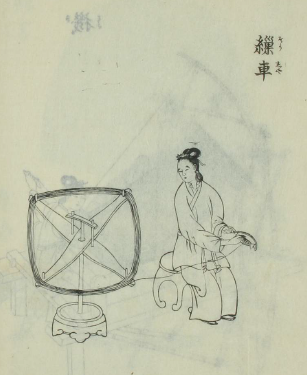
清王朝の漢人の女性
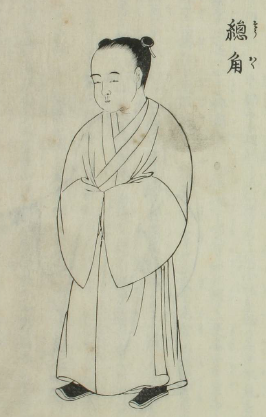
清王朝の漢人の子供
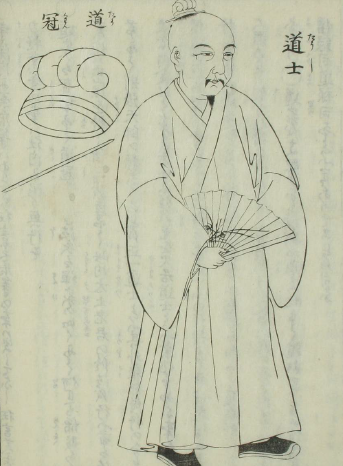
清王朝の道士
雨の中の清国人
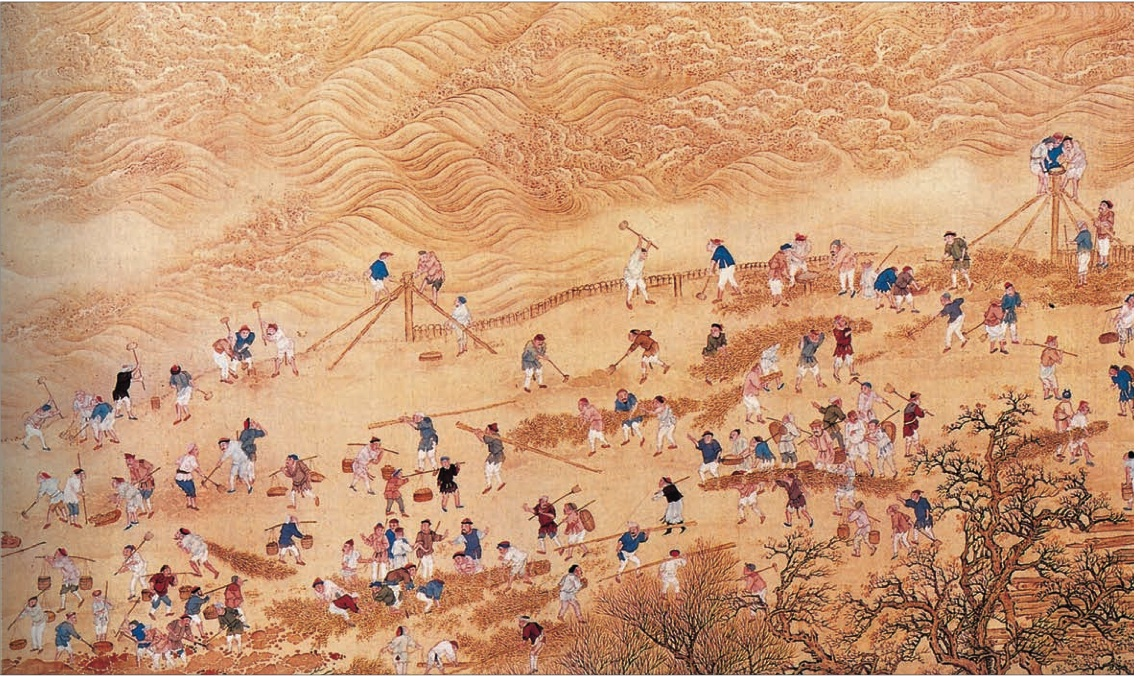
清王朝の漢服と満州服

## 近代

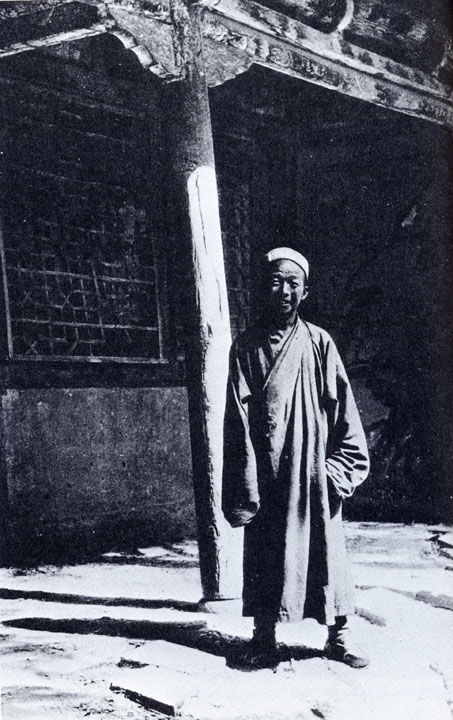
民国道士は「道袍」という漢服を着た

清終盤のアヘン戦争の時期以降、列強の侵略により西洋文化が清国に流入されていた。そして辛亥革命の時期では前述の江南地域や山東省は、漢服を保存出来る区域は殆ど見つからなかった。一方、洋服、また洋服と満州服の影響下で誕生してきたチャイナドレスは中国全土に流行し始め、現代風のチャイナ服文化はこの時期で形成された。

## 現代
第二次世界大戦を経て、中国の政権が中華民国から中華人民共和国に移って以降は人民服が推奨され、成人男子のほとんどが着用し、女性にも多く着られた。そして、文化大革命では、「古い文化の完全否定と破壊」が行なわれたため、漢服や他の民族服も禁じられ、人民服が強制され、改革開放後は洋服が流行した。
21世紀に入り、中国の国力が発展する事と共に、特に2001年当時の江沢民総書記（国家主席）が上海のAPECで披露した唐装の影響を受けて人々は自国の伝統文化に関心を寄せるようになった。2000年代は中国の経済は発展し、大学教育を受ける若者が増え、「チャイナドレスは漢民族の服装では無い」という認識を持つ人数が急激に増加した。インターネットでは漢服専門の同好会を結成する人々が現れ、「漢服復興運動」と称される動きがみられている。中国社会はこの運動に対し、様々な反応を示している。2007年3月には中国人民政治協商会議委員の葉宏明と全国人民代表大会代表の劉明華が漢服の復興を提案して初めて公的な場（両会）で議論された。
2010年代においても、漢民族による「漢民族としてのアイデンティティ」を再発見しようとする運動が試みられている。漢民族のアイデンティティを模索し、復古浪漫的な感情から漢服を作り着てみようとする人が増加している。漢民族の伝統的な冠婚葬祭において、漢服を着ることが流行している。晴れやかな舞台で漢服を着用し、また日常的に漢服を着用する好事家も現れている。人民の漢服に魅せる情熱は数千年に及ぶ中国文化への愛と親しみを反映していると考えられる。現在、市場やインターネットで販売されている漢服は漢・唐・宋・明の時代のデザインを主とする伝統的な漢服と、現代中国人の日常生活に適すように実用性とデザインを考慮した改良型である「漢元素」の二つのタイプに分けられる。

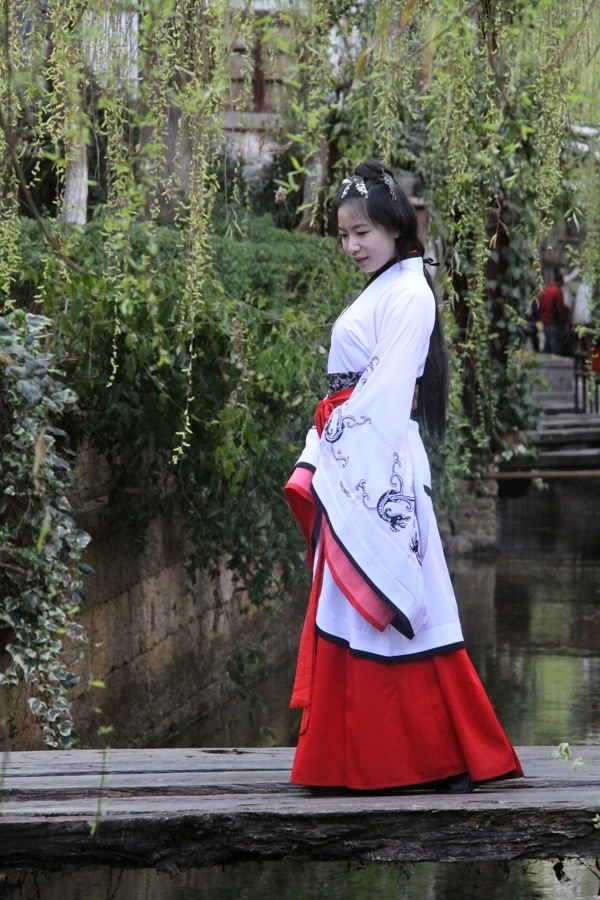
現代の曲裾
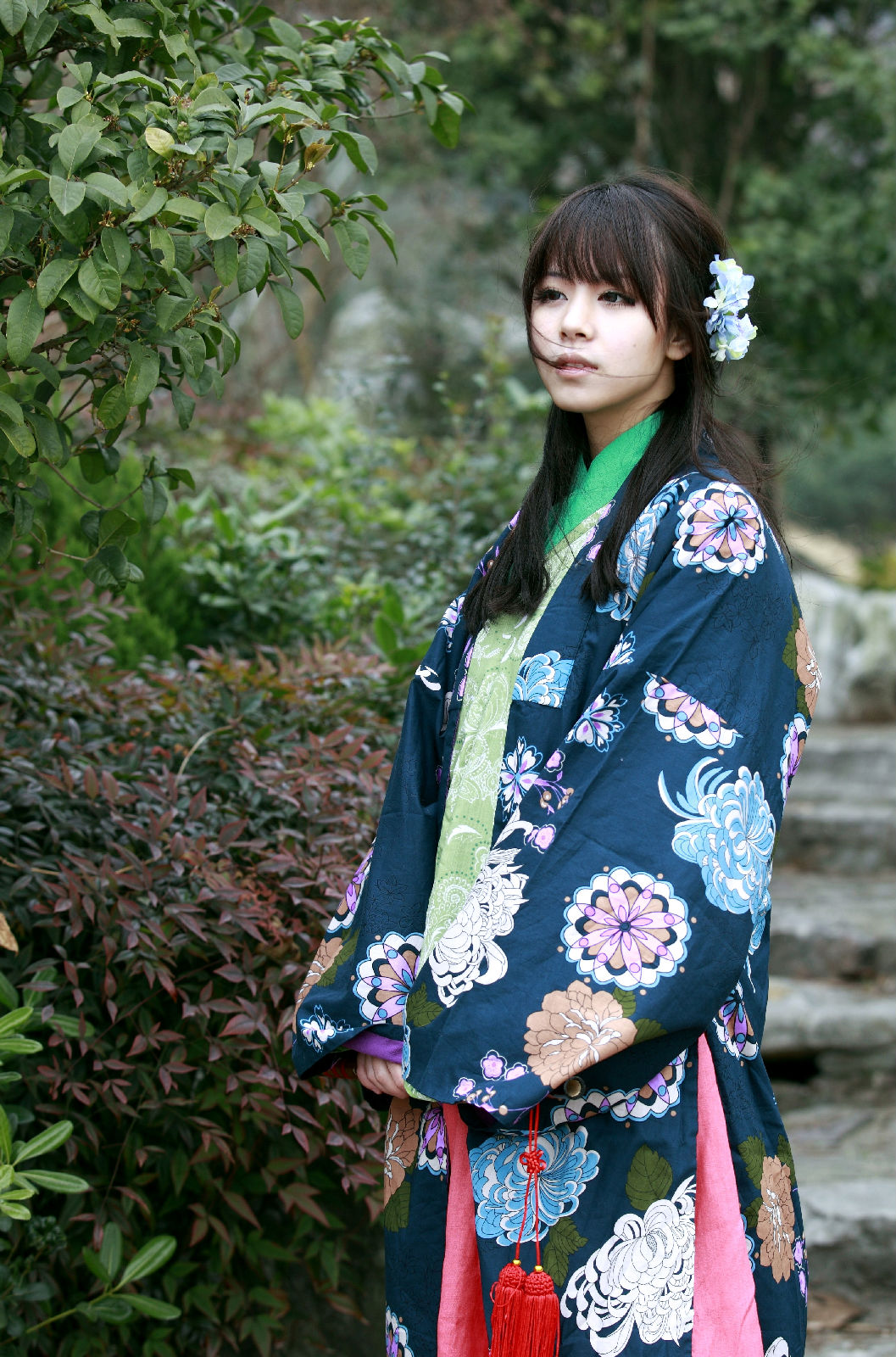
現代の褙子
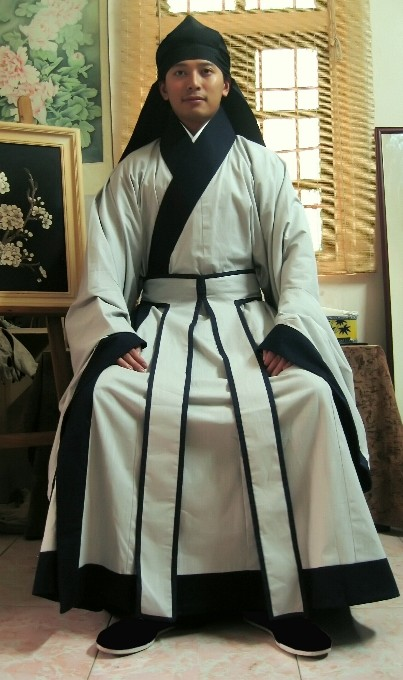
現代の深衣
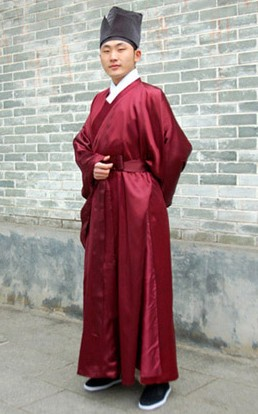
現代の道袍
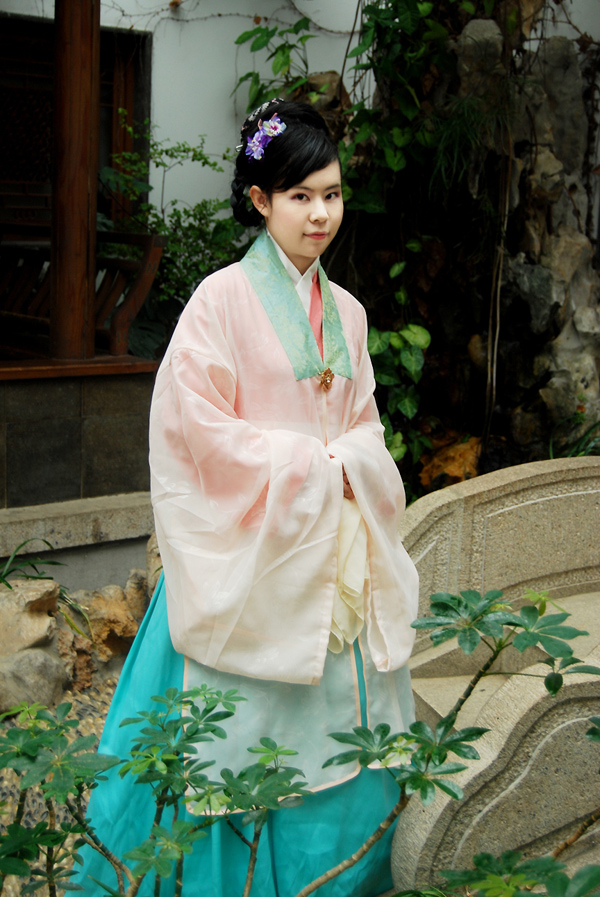
現代の襖裙
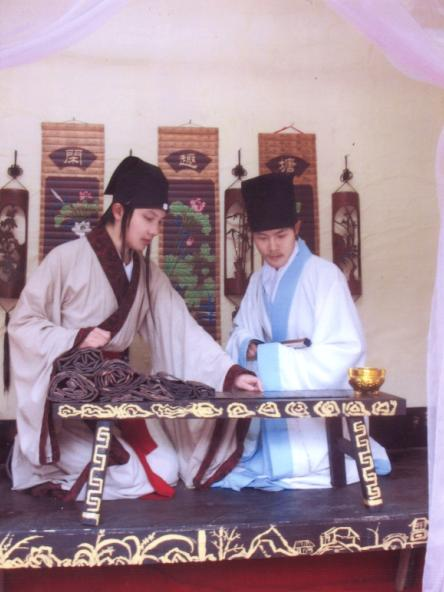
現代の漢服男性二人
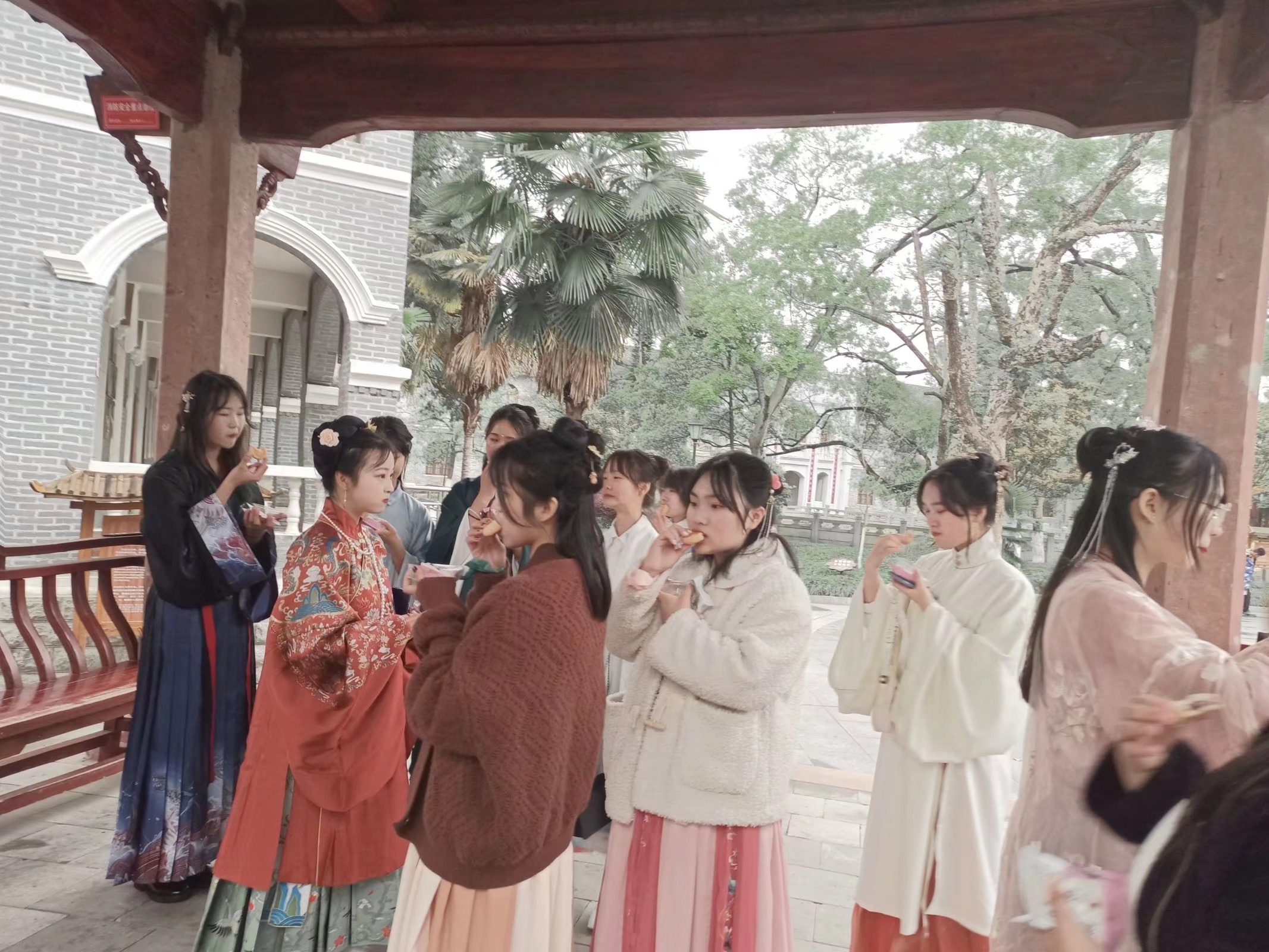
現代の漢服女性の部活写真
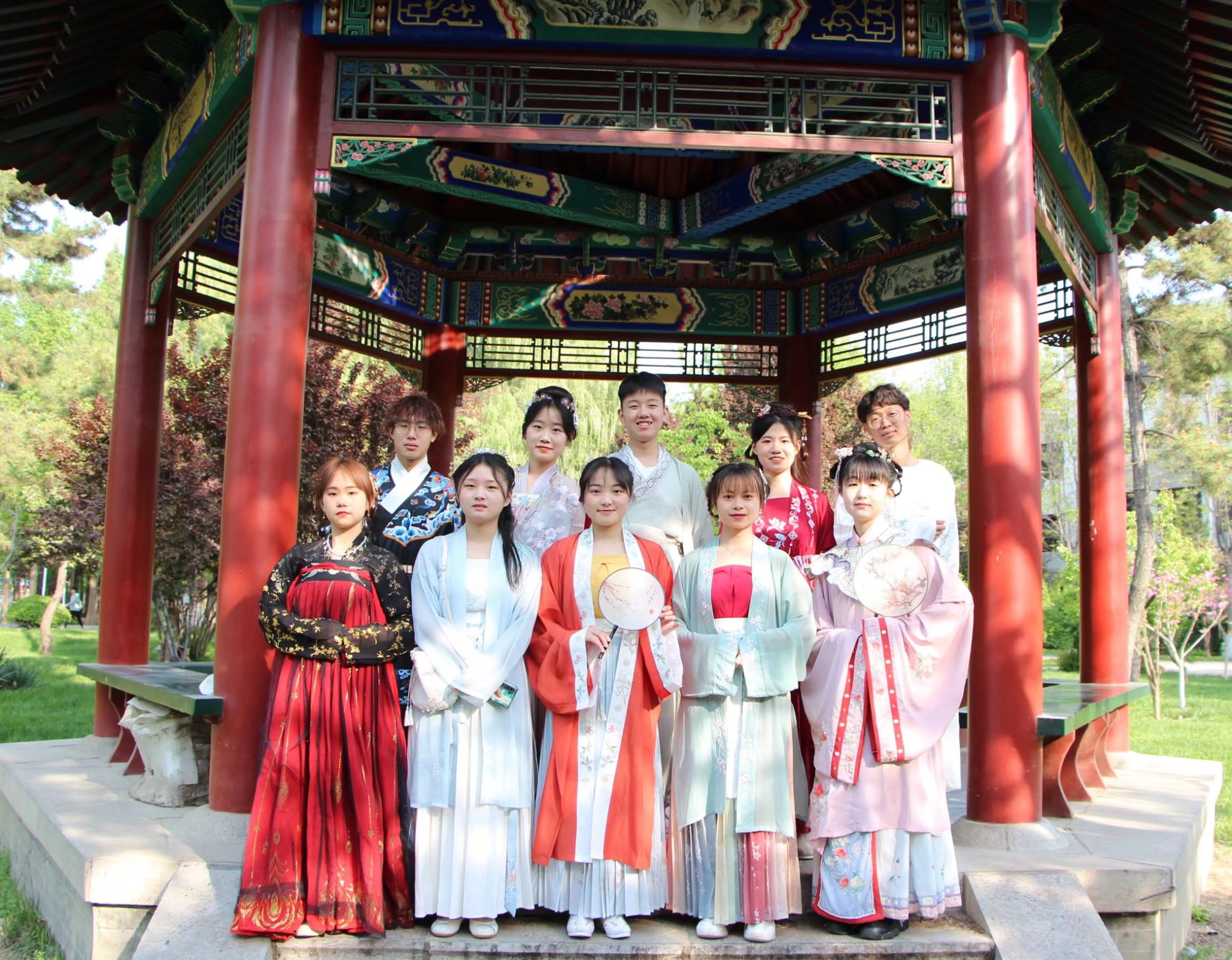
現代の漢服女性の部活写真
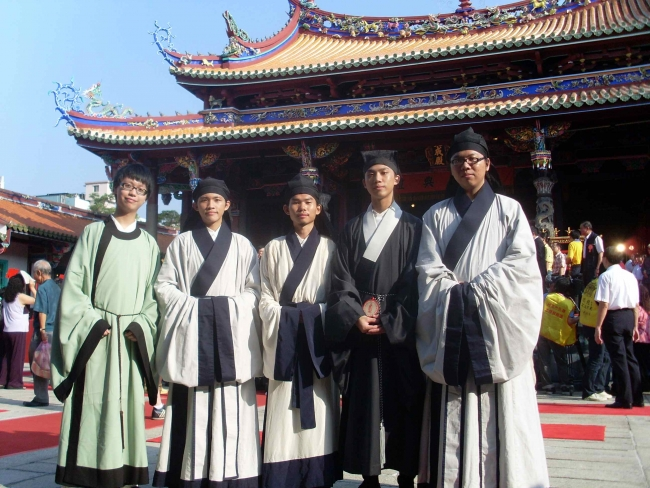
現代の漢服男性の部活写真
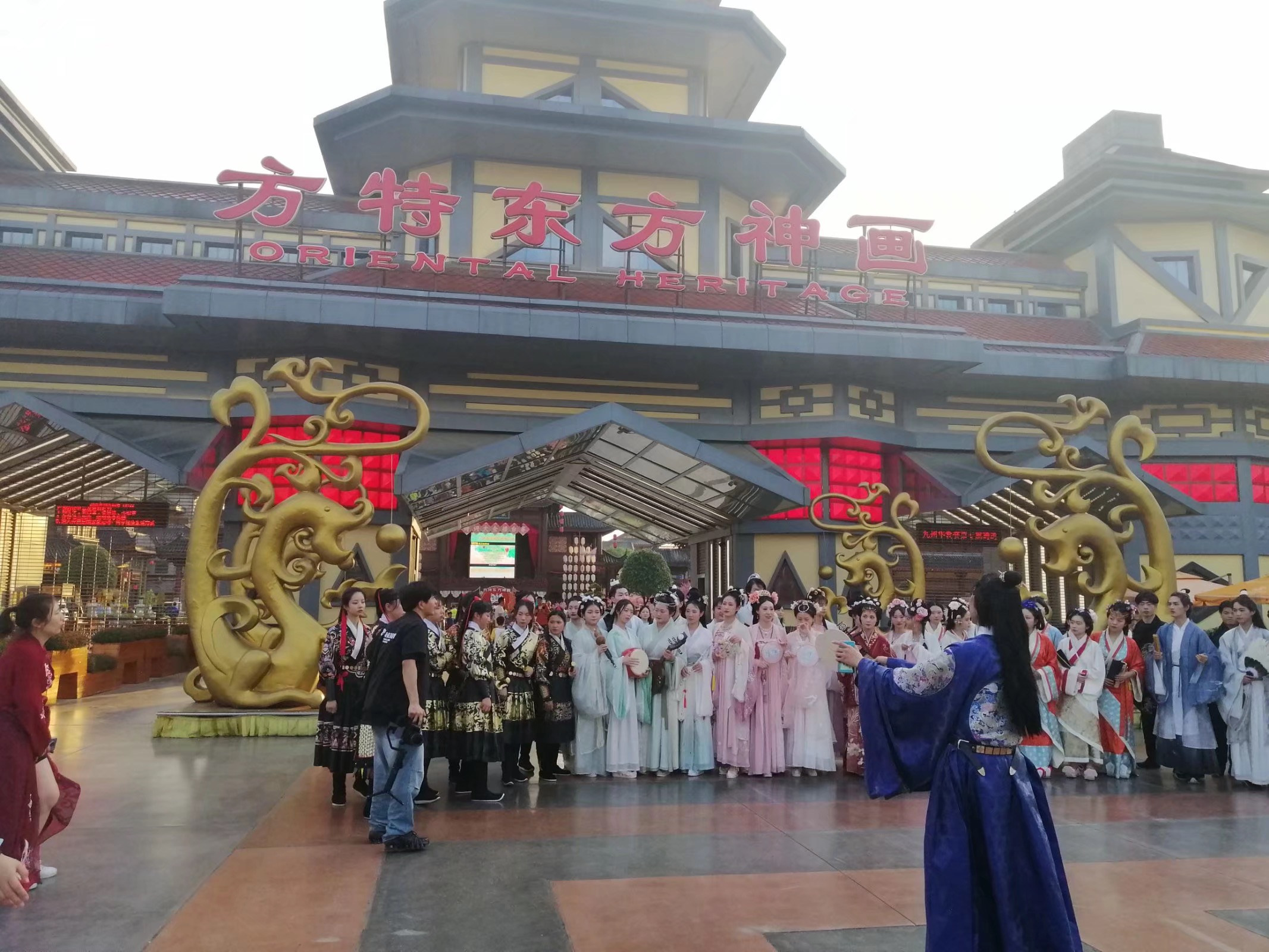
現代の漢服テーマパークの写真

## 具体的な解説

### 特徴
一般的に漢服の着方は前襟を左側に覆う形の「右衽」である。対して、「左衽」（前襟が右側を覆う形）は漢族の死装束であり、蛮夷（中国人の異民族に対しての呼称）の様式とされている。

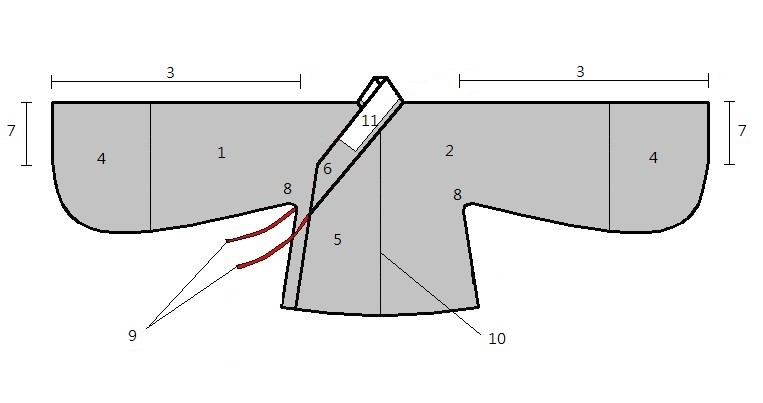
「右衽」、図の6番

### 種類

#### 朝服（朝廷内の用服）
黄帝の時代に冕冠（冠）が使用されるようになり、服飾制度が次第に形成されていた。夏朝・商朝以降、冠服制度が確立され、周朝の時に完成された。周朝後期に、政治、経済、思想、文化は急激に変化し、特に百家争鳴で服飾について論議が尽くされ、その影響は諸国の衣冠服飾や風俗習慣にも及んだ。「顔淵、邦を為の事を問う。子曰く:「行夏之時、乘殷之輅、服周之冕。（夏の時を行ない、殷の輅に乗り、周の冕を服す）」それは『輿服志』の事です。孔子曰く:「非禮勿視、非禮勿聽、非禮勿言、非禮勿動。（礼に非ざれば視ること勿かれ、礼に非ざれば聴くこと勿かれ、 礼に非ざれば言うこと勿かれ、礼に非ざれば動くこと勿かれ）」漢服とは、さまざまな『吉礼・凶礼・軍礼・賓礼・嘉礼』のなかで規定されている服装や道具などの総称。孔子が、伝説の聖王・禹に衣服を悪しくして美を黻冕について褒め称えている部分である。
すなわち『儀礼』士冠礼・喪服など、また『周礼』天宮司裳・神宮司服など、さらに『礼記』冠儀・昏儀などの各篇に、周朝の服装に関する制度である。『周礼』とは、儒家が重視する経書『十三経』の一つで、『儀礼』『礼記』と共に三礼の一つ。孔子曰く: 「興於詩、立於禮、成於樂。（詩に興り、礼に立ち、楽に成る）」
| 周礼 | 分類                                   | 男子装束                                             | 女子装束                                 |
| ---- | -------------------------------------- | ---------------------------------------------------- | ---------------------------------------- |
| 吉礼 | 天地鬼神の祭祀（邦国の鬼神につかえる） | 冕服、弁服、朱子深衣                                 | 翟衣、襢衣、褖衣                         |
| 賓礼 | 外交（邦国に親しむ）                   | 冕服、弁服                                           | 細釵礼衣、襢衣                           |
| 軍礼 | 出陣・凱旋（邦国を同じくする）         | 韋弁服、皮弁服、冠弁服、短衣大袴、袴褶、裲襠、円領衫 | 襢衣、褖衣                               |
| 凶礼 | 葬儀・災害救済（邦国の憂いを哀れむ）   | 弁服、白幘白帢、褖衣                                 | 白帢、褖衣                               |
| 嘉礼 | 冠婚・饗宴・祝賀（萬民に親しむ）       | 冕服、弁服、絳公服、朱子深衣                         | 翟衣、鞠衣、襢衣、褖衣、大袖連裳、青蓮裳 |

#### 礼服（祭り用服）
冠服制度は『礼制』に取り入れられ、「儀礼」の表現形式として中国の衣冠制度はさらに複雑になっていった。衛宏『漢旧儀』や応劭『漢官儀』をはじめとして、『白虎通義』衣裳篇、『釈名』釈衣服、『独断』巻下、『孔子家語』冠頌、『続漢書』輿服志などの中に、漢朝の衣服一般に関する制度が記録されているが、それらはもっぱら公卿・百官の車駕や冠冕を中心としたそれである。
『易経』に、黄帝・堯・舜衣裳を垂れて天下治まるは、蓋し諸を乾坤に取る。乾は天、坤は地で、乾坤は天地の間、人の住む所の意がある。『周易』坤卦に「天は玄にして地は黄」とある。天の色は赤黒（玄）く、地の色は黄色く。よって、冕服（袞衣）の衣は玄にして裳は黄である。
『尚書』に虞の衣服のぬいとりにした紋様を言う。「日・月・星辰・山・龍・華虫・宗彝・藻・粉米・黼・黻」の十二紋章である。冕服は祭祀や即位や朝賀の儀などに、十二旒冕冠とともに用いられた。中国の冕冠は、古代から明朝まで基本的な形状はほとんど変わらない。明の万暦帝が着用した冕冠が定陵から出土しているが、前漢から隋朝の歴代皇帝を描いた閻立本『歴代帝王図巻』に描かれている冕冠とほぼ同じ形状である。翟衣は祭祀や朝賀の儀などに、花釵十二梳とともに用いられた。
| 『皇帝、天子、天皇』六服 | 「皇后、天后」六服 |
| ------------------------ | ------------------ |
| 裘冕                     | 褘衣               |
| 袞冕                     | 褕翟               |
| 鷩冕                     | 闕翟               |
| 毳冕                     | 鞠衣               |
| 絺冕                     | 襢衣               |
| 袨冕                     | 褖衣               |

#### 平服・常服（普段着）
- 明成祖の黄袍
- 明憲宗の黄袍
- 明太祖の黄袍
- 唐高祖の円領衫
- 唐太宗の円領衫
- 宋太祖の円領袍
- 宋真宗の円領袍
- 宋真宗の公服
- 朝服
- 唐太宗の円領衫

#### 公服
官僚の制服
- 十二章
- 錦鶏
- 虎豹紋
- 孔雀紋
- 孔雀紋
- 白鷴紋
- 六品公服
- 双孔雀紋

官僚の冠や烏帽子
- 籠冠
- 幞頭
- 展角幞頭
- 烏紗帽
- 翼善冠
- 帕首
- 朱子巾
- 周子巾
- 荘子巾
- 幅巾
- 笠
- 幘

### 頭の飾物
頭の飾りは漢民族の服飾の重要部分の一つである。古代の漢民族の成年男女は、頭髪を髷巻きにし、笄を刺して固定していた。男子は頭に常に冠、布、帽子を載せており、その形は様々であった。女性の髪の櫛は色々な種類があり、髪の上には真珠、花、簪など色々な飾り物をした。

#### 冠
| 男子の冠 | 男子の冠 | 女子の冠 | 女子の冠 |
| -------- | -------- | -------- | -------- |
| 冕冠     |          | 鳳冠     |          |
| 通天冠   |          | 花勝冠   |          |
| 礼冠     |          | 宝冠     |          |
| 皮弁冠   |          | 笄冠     |          |

#### 男性専用の頭飾り

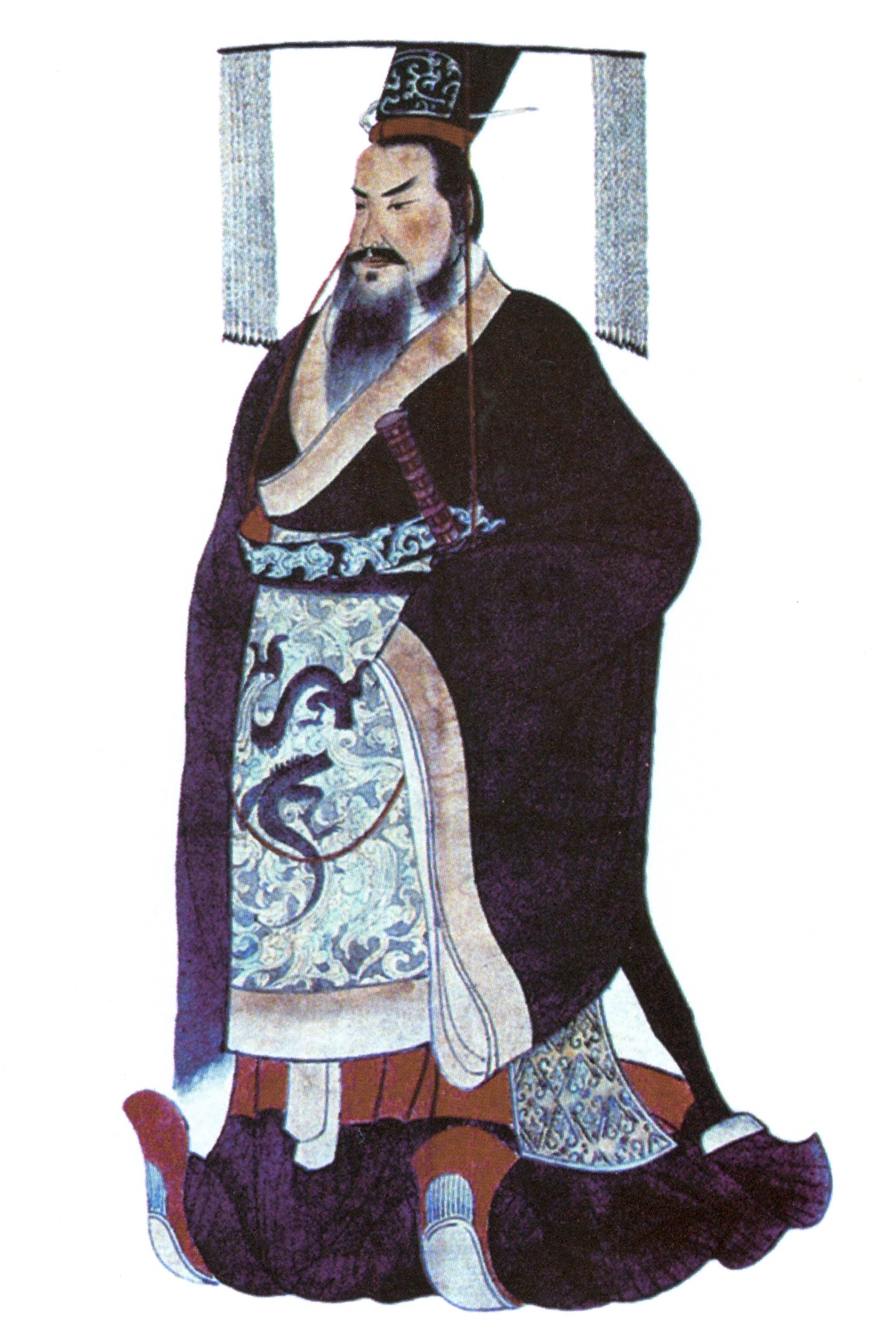
秦始皇帝の冕服
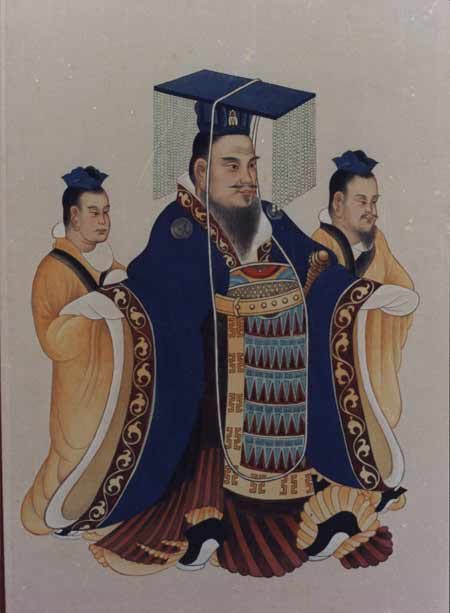
漢武帝の冕服
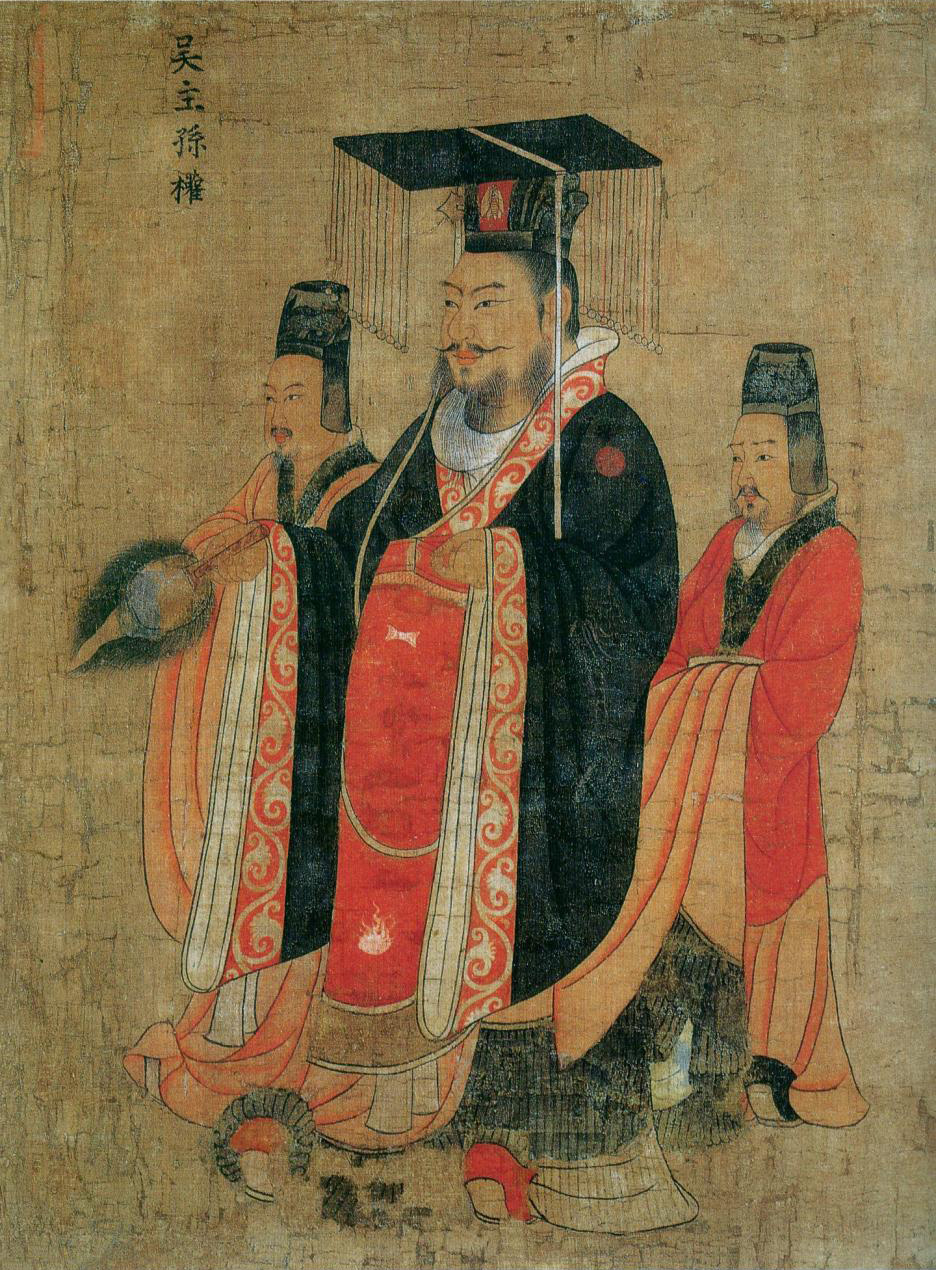
天子御礼服（孫権）
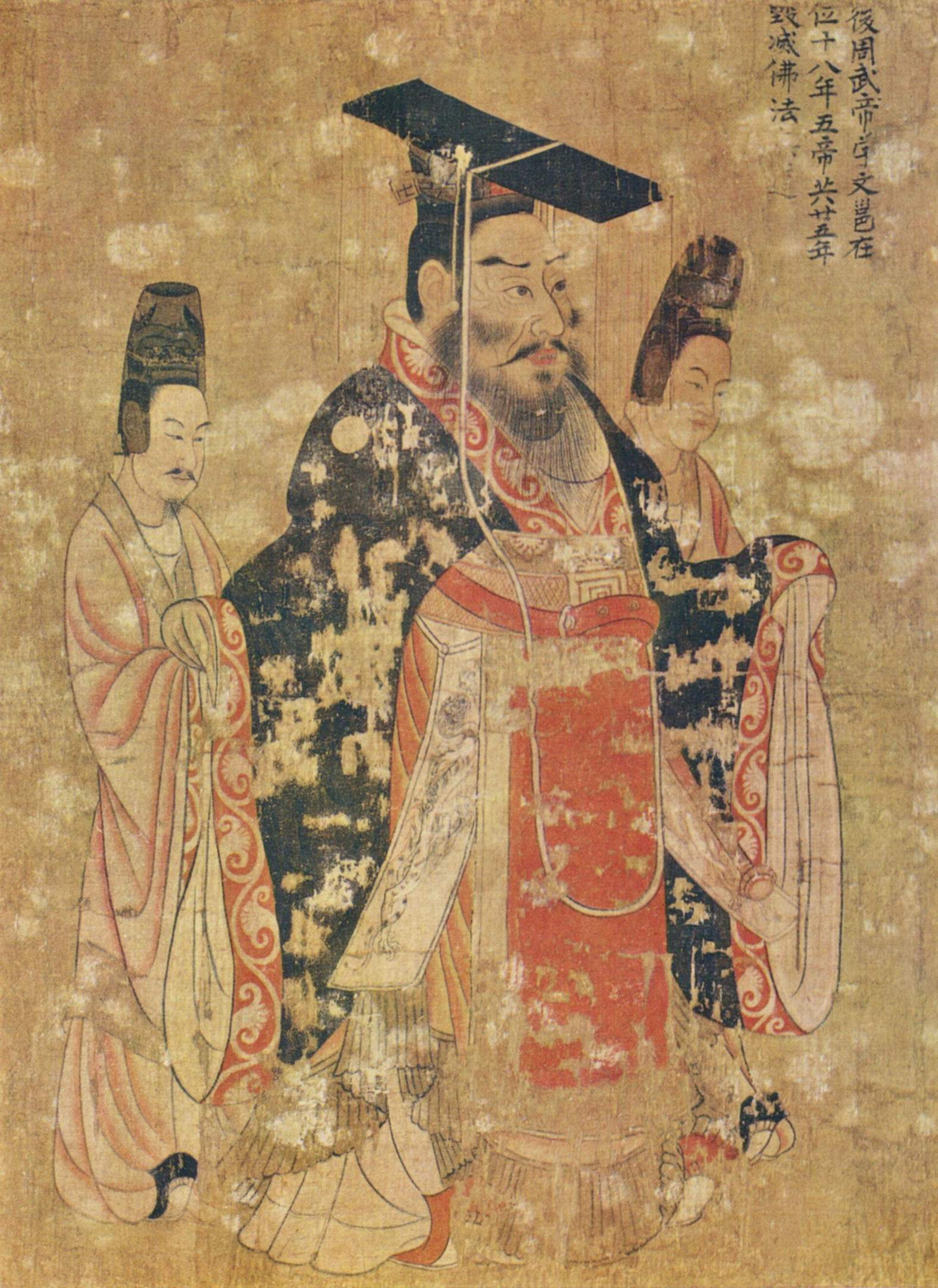
十二旒冕冠（北周武帝）
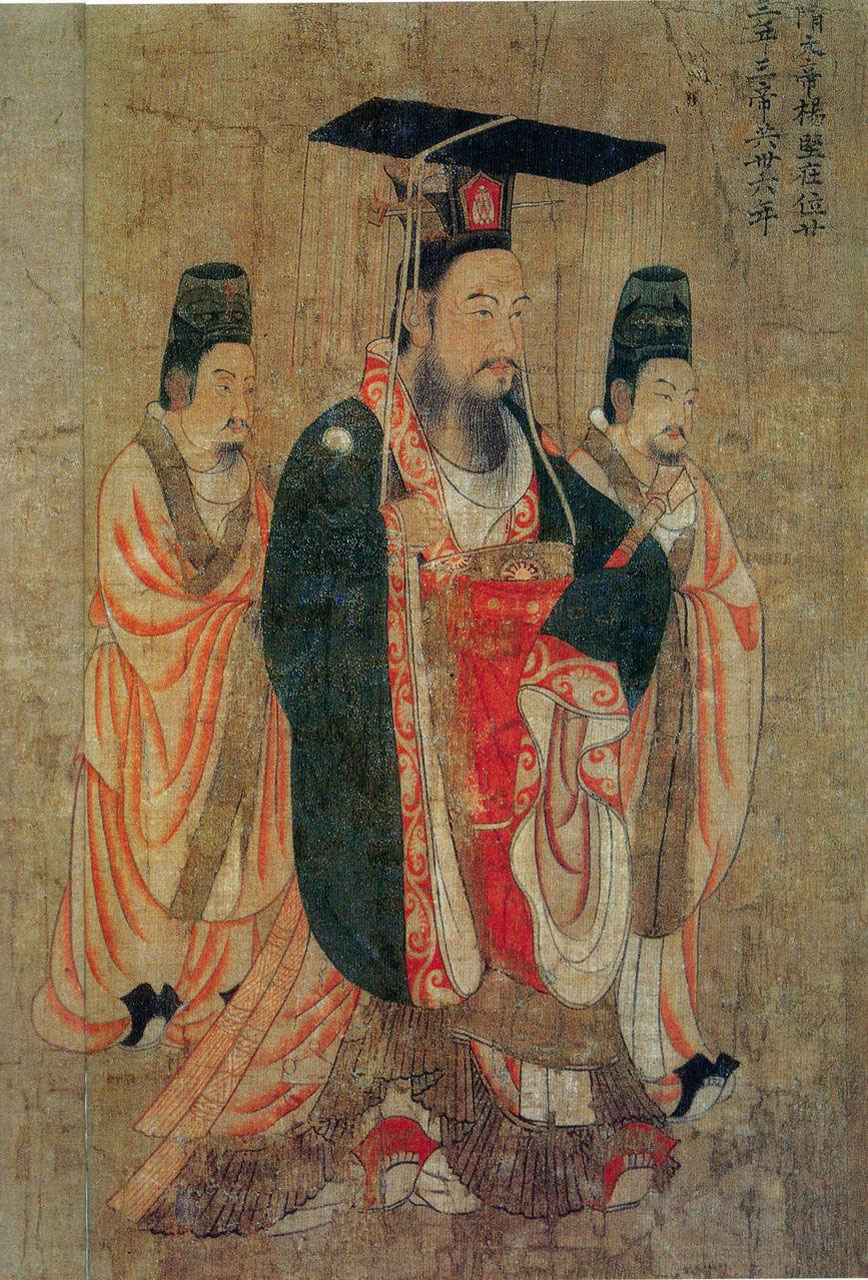
隋文帝の冕服
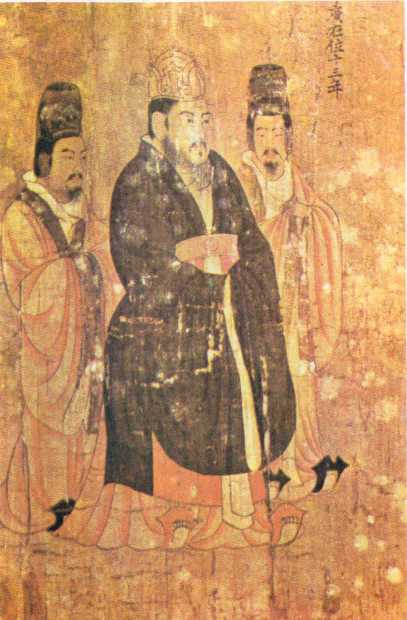
隋煬帝の玄端

#### 女性専用の頭飾り

宋花釵十二梳
南宋高宗憲聖慈烈皇后の翟衣
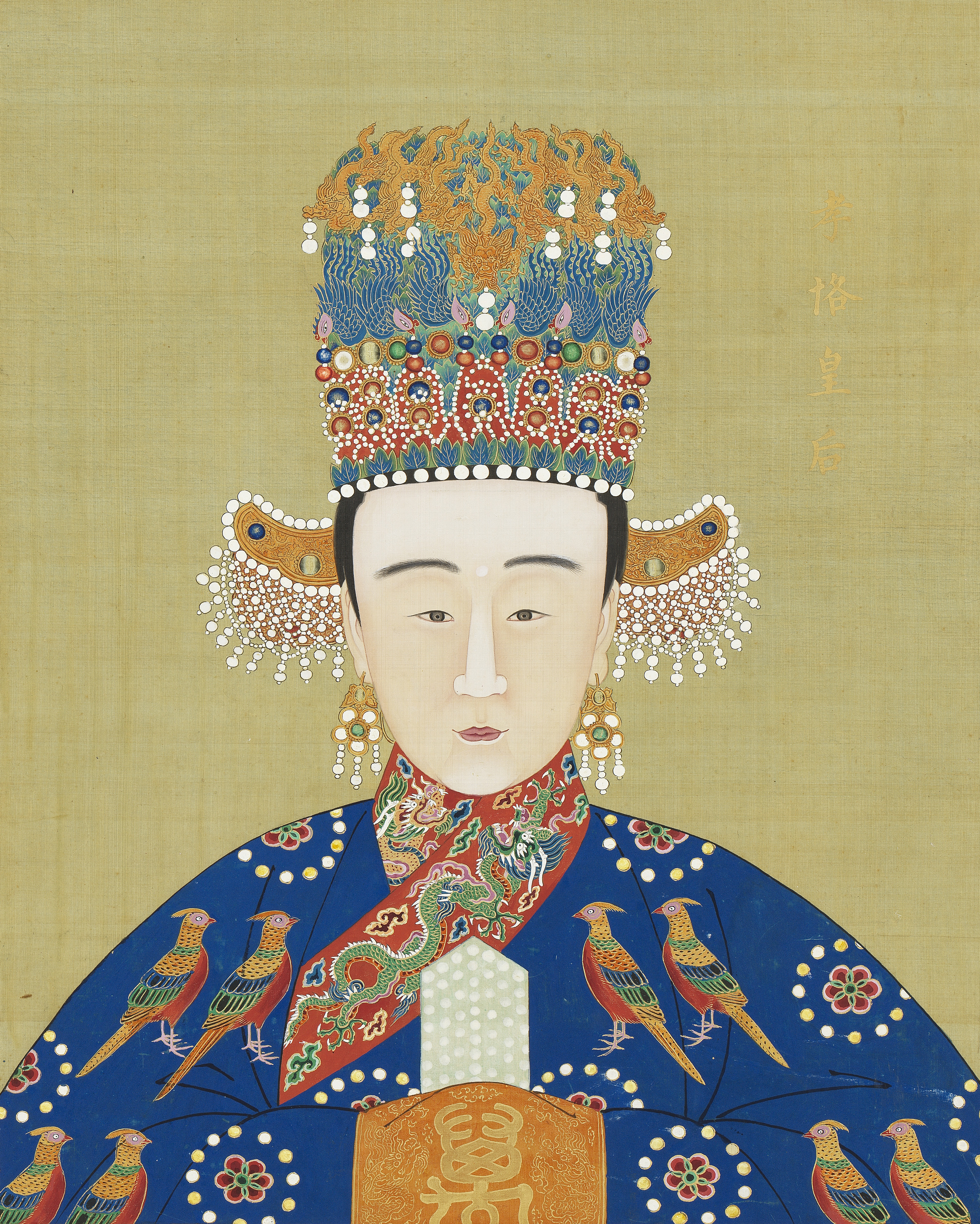
明孝恪太后の翟衣
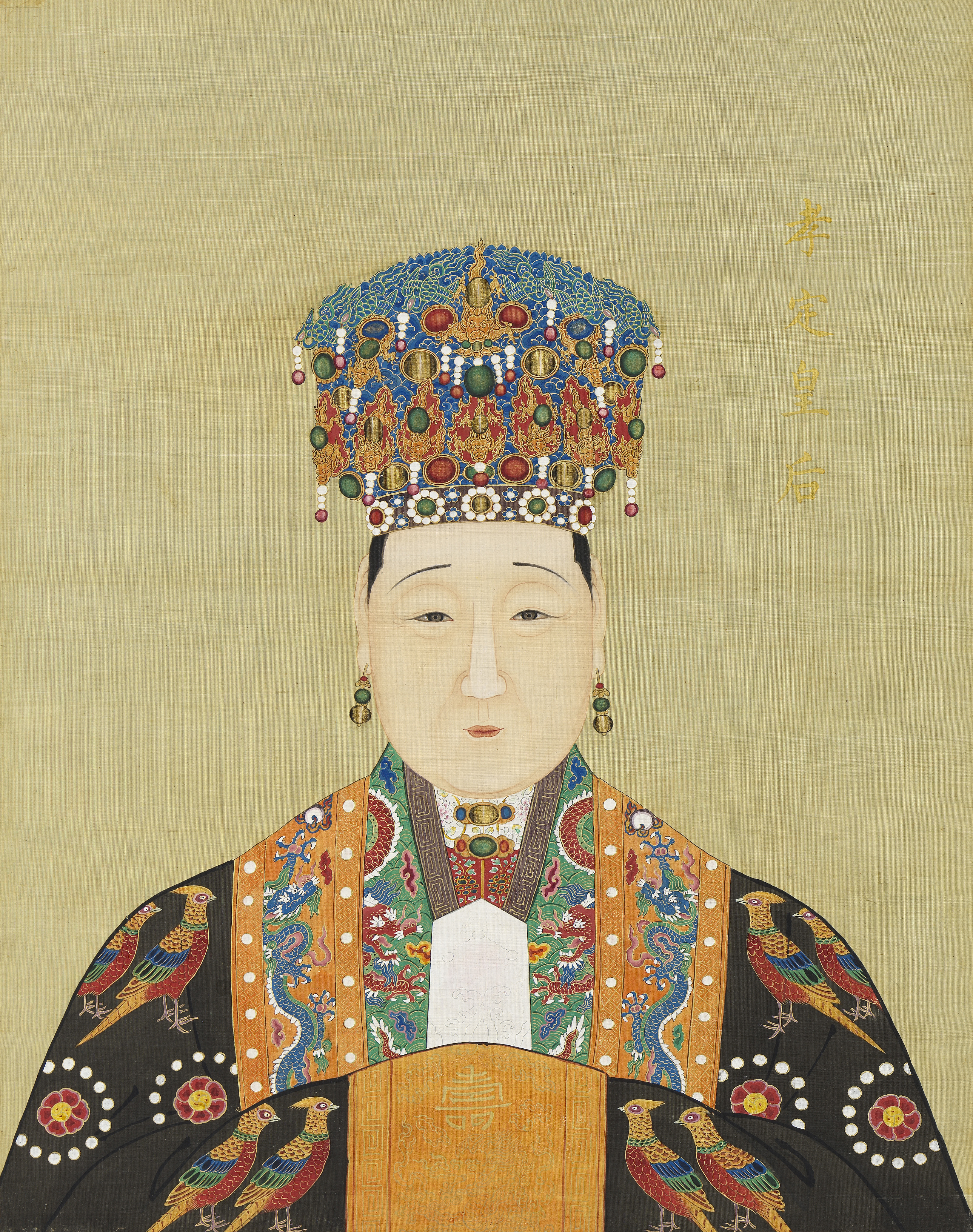
明孝定皇太后の闕翟
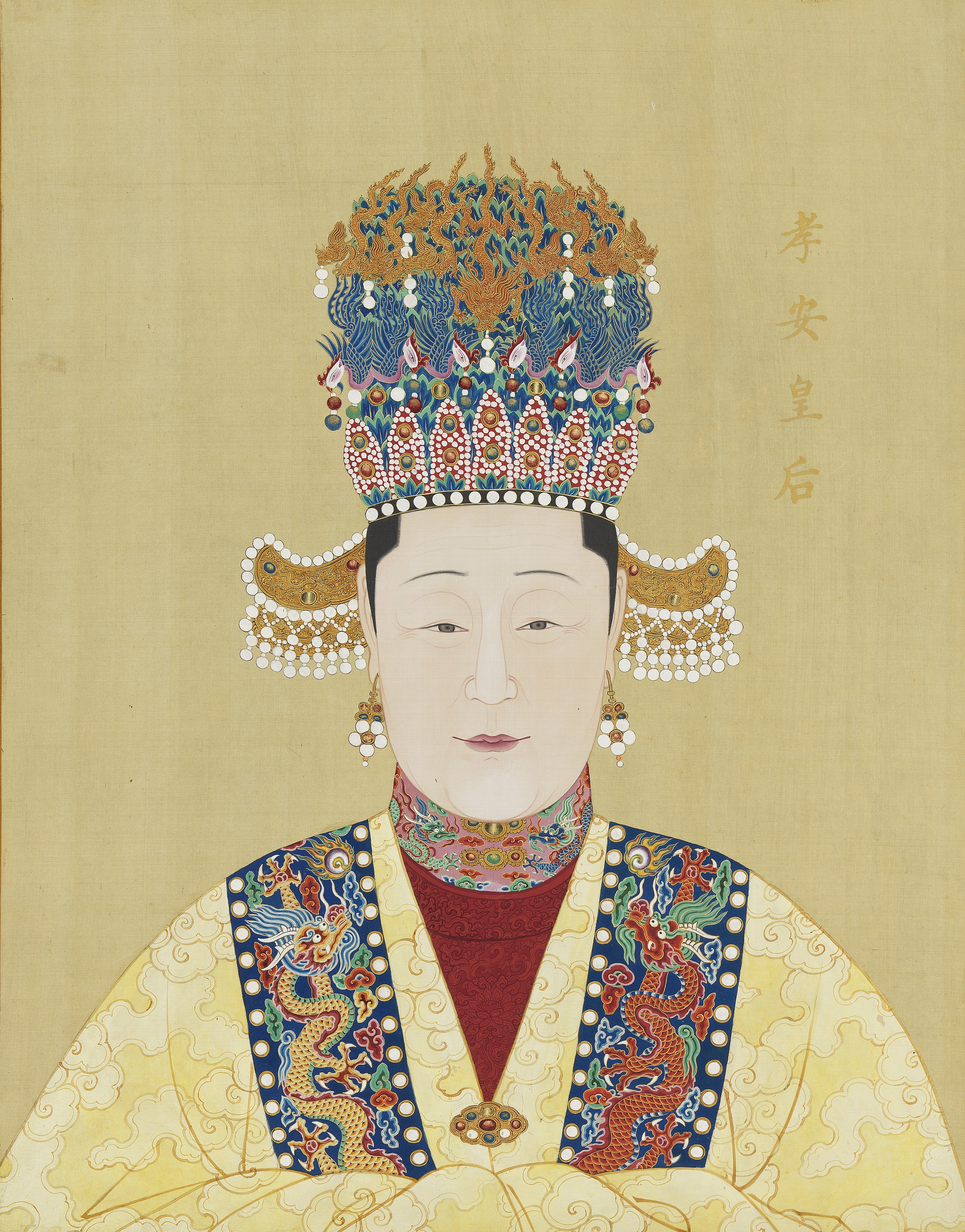
明仁聖皇太后の大衫
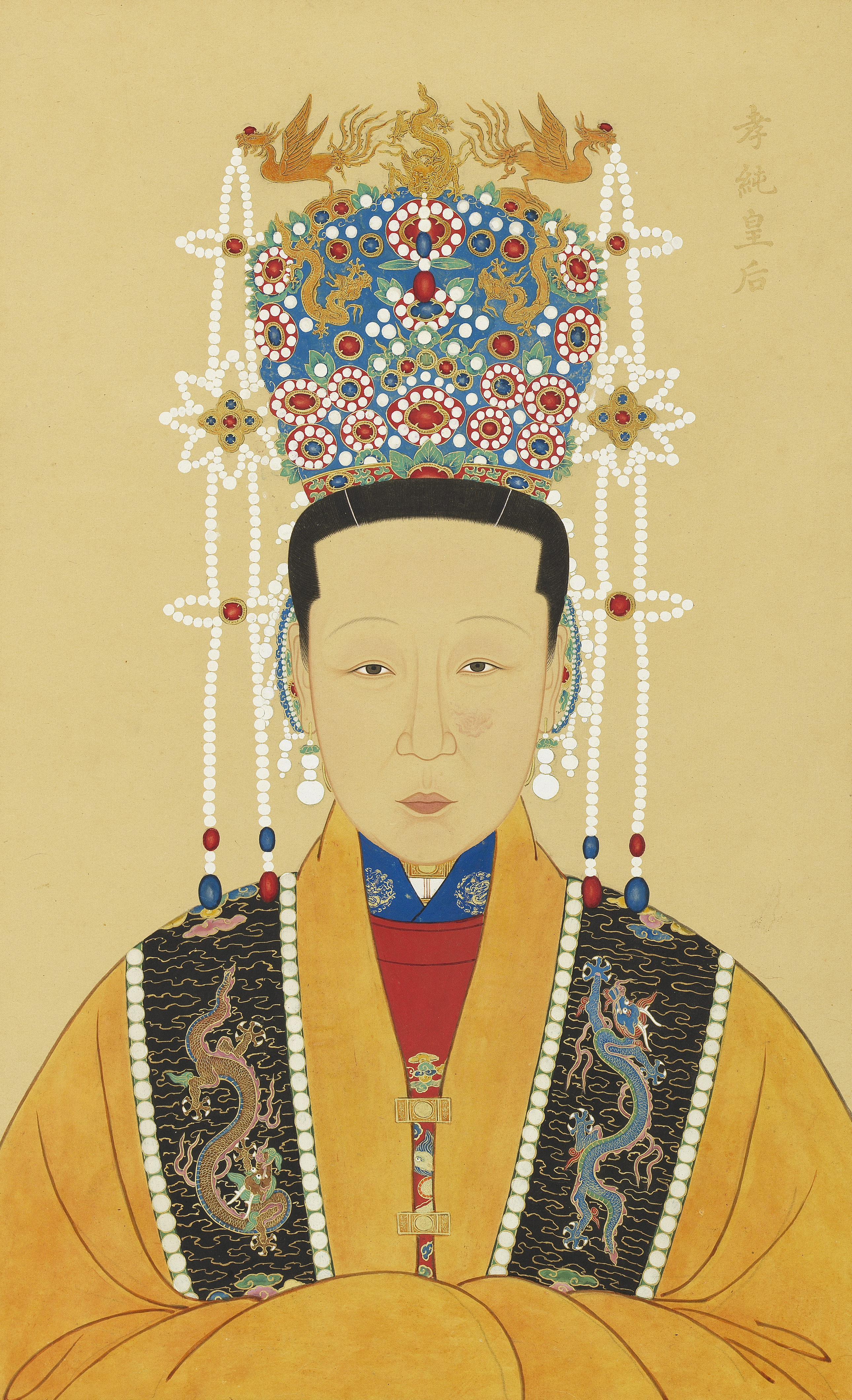
明孝純太后の鞠衣

### 周辺国への影響

#### 朝鮮
- 冕服
- 祭服
- 朝服
- 五位官服
- 五位官服
- 国王赤袍
- 深衣

朝鮮半島の韓服は明の漢服の影響を直接に受けており、全く共通する意匠は多い。韓服のチマチョゴリは明の襦裙と良く似た構成にしている。

### 日本
奈良時代まで上流階級の服飾文化は唐の漢服の影響が強かったが、平安時代の国風文化から日本の風土に適応した服飾が広まった(和服#歴史)。中世以降、日本人が漢服を着用するのは特別な場合に限られた。
- 明王朝の皇帝から冊封を受ける儀式においては、外国人であっても、正装として明から下賜された衣冠を着用しなければならなかった。建文帝から「日本国王」の冊封を受けた足利義満や、文禄5年（1596年）に万暦帝からの冊封使節団を迎えた豊臣秀吉(ただし冊封は拒否)、明からの冊封を受けた歴代の琉球国王は、明の皇帝から漢服の衣冠を下賜された。
- 江戸時代の儒者は、儀礼の場などで儒服を着用することもあった。
- 江戸時代の明楽の演奏では、「明服衣巾」を正装として定めていた(『魏氏楽器図』)。

- 儒服をまとった藤原惺窩
- 明楽の演奏時に日本人が着用した漢服(『魏氏楽器図』)